# Đại học Columbia
Đại học Columbia, tên chính thức là Đại học Columbia ở Thành phố New York (Columbia University in the City of New York) là một viện đại học nghiên cứu tư thục ở quận Manhattan, Thành phố New York, Hoa Kỳ. Một thành viên Ivy League, Columbia là cơ sở giáo dục đại học lâu đời nhất tại New York, lâu đời thứ năm tại Hoa Kỳ, và là một trong chín đại học thuộc địa được thành lập trước Cách mạng Hoa Kỳ. Trường được thành lập vào năm 1754 với tên King's College dưới hiến chương hoàng gia của vua George II của Vương quốc Anh, và là một trong ba trường đại học duy nhất tại Hoa Kỳ được thành lập dưới đặc quyền này.
Columbia là trường đại học tốt thứ 22 thế giới, theo QS. Trường từng được US News & World Report xếp hạng thứ 2 tại Mỹ vào năm 2021 nhưng đã bị loại khỏi bảng xếp hạng năm 2022 do bê bối gian lận và làm giả số liệu của trường. Sau khi xác thực lại thông tin của trường, US News & World Report đã đẩy Columbia từ hạng 2 xuống hạng thứ 18. Columbia cũng là một trong những thành viên sáng lập của Hiệp hội Viện Đại học Mỹ. Columbia có số lượng sinh viên và giảng viên đạt giải Nobel nhiều hơn bất kỳ học viện nào khác trên thế giới. Columbia hàng năm điều hành giải thưởng văn học Mỹ Pulitzer. Quỹ tài trợ và tài chính dành cho nghiên cứu hàng năm của Columbia thuộc vào loại lớn nhất trong các viện đại học tại Hoa Kỳ. Viện Đại học Columbia hiện tại có bốn trung tâm toàn cầu tại Amman (Jordan), Bắc Kinh (Trung Quốc), Paris (Pháp) và Mumbai (Ấn Độ).

Cựu học sinh và các thành viên nổi bật có liên kết với Columbia bao gồm: năm nhà Khai Quốc Hoa Kỳ (Founding Fathers of the United States); bốn Tổng thống Hoa Kỳ; chín Thẩm phán của Tòa án Tối cao Hoa Kỳ; 15 Nguyên thủ Quốc gia (ngoài Mỹ); 97 chủ nhân giải Nobel, nhiều hơn bất cứ viện đại học nào khác; 101 chủ nhân giải Pulitzer, nhiều hơn bất cứ viện đại học nào khác; 25 chủ nhân giải Oscar, với tổng số giải Oscar giành được là 30 giải, nhiều hơn bất cứ viện đại học nào khác; và hàng loạt chủ nhân của các giải thưởng danh giá trong nhiều lĩnh vực. Columbia hiện là nơi công tác và giảng dạy của chín chủ nhân giải Nobel, 30 chủ nhân giải MacArthur Genius, bốn chủ nhân của Huy chương Khoa học Quốc gia Mỹ, 143 thành viên của Viện Hàn lâm Nghệ thuật và Khoa học Mỹ, 38 thành viên của Viện Y tế thuộc nhóm các Viện Hàn lâm Quốc gia Mỹ, 20 thành viên của Viện Hàn lâm Kỹ thuật Hoa Kỳ, và 43 thành viên của Viện Hàn lâm Khoa học Hoa Kỳ.

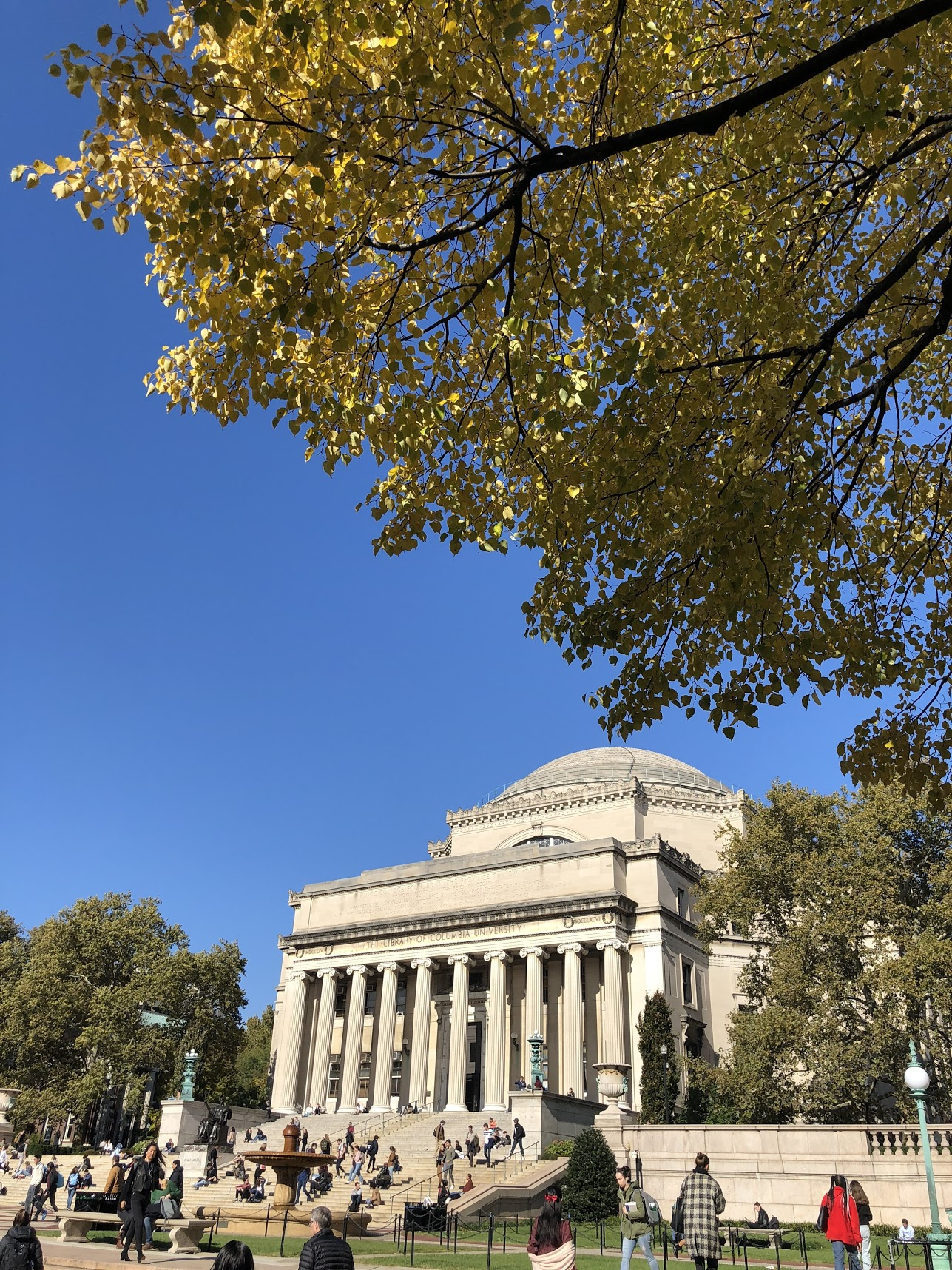
Thư viện Tưởng niệm Low

## Lịch sử
Columbia là học viện cấp cao lâu đời nhất tại tiểu bang New York. Được thành lập và ban đặc quyền dưới tên King's College vào năm 1754, Columbia là trường lâu đời thứ sáu tại Hoa Kỳ căn cứ theo năm thành lập, và thứ năm căn cứ theo năm được trao hiến chương. Viện Đại học hiện tại hoạt động dưới hiến chương trao năm 1787, nghĩa là dưới sự quản lý của một hội đồng tín nhiệm tư. Trong vòng hơn 250 năm, trải qua nhiều biến cố và phải thay đổi địa điểm giảng dạy, Columbia đã phát triển từ một đại học nhỏ, trở thành một viện đại học bao gồm 20 đại học và học viện liên kết khác nhau.

### King’s College

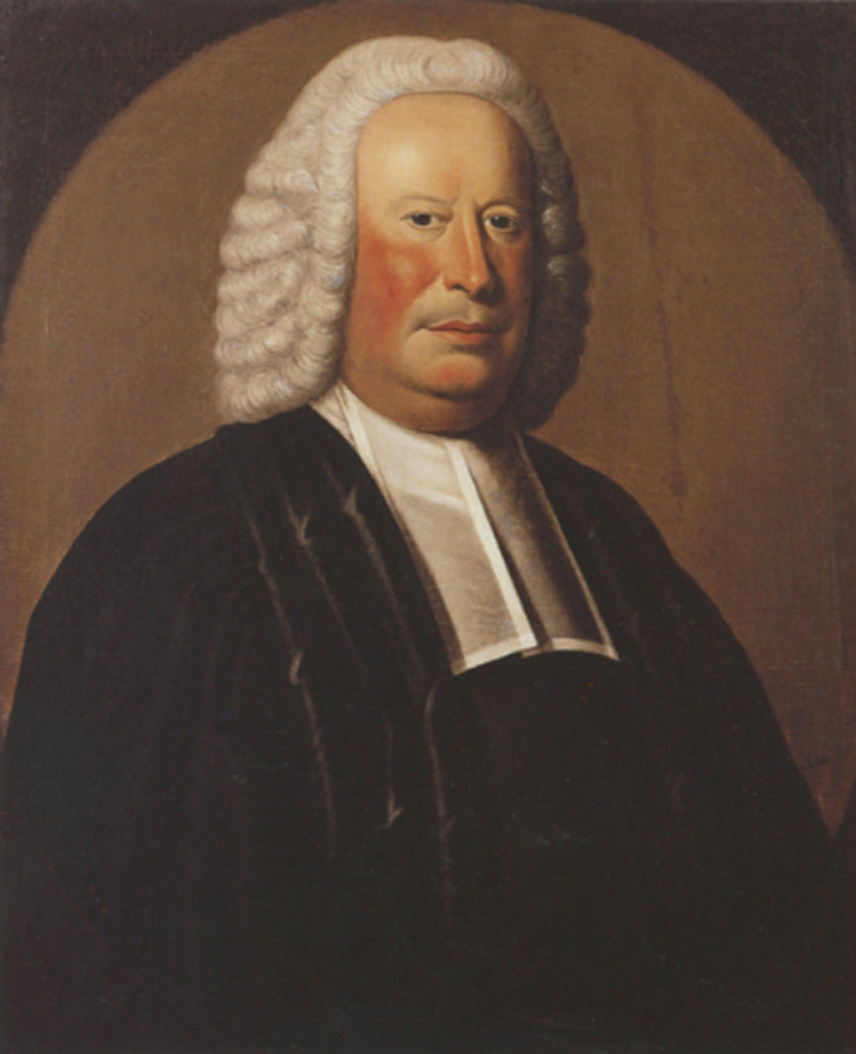
Hiệu trưởng đầu tiên của King's College, Samuel Johnson

Thảo luận xung quanh việc thành lập một đại học cấp cao tại tỉnh New York (bấy giờ còn là thuộc địa của Anh) bắt đầu từ năm 1704. Tuy nhiên, những dự kiến đưa ra chỉ nhận được sự cân nhắc nghiêm túc sau khi một số cựu học sinh Đại học Yale sinh sống tại thành phố New York tỏ ra lo ngại trước việc Đại học New Jersey (nay là Viện Đại học Princeton) được thành lập vào năm 1746. Lo ngại này xuất phát từ khác biệt về tôn giáo giữa New York trực thuộc Giáo hội Anh và New Jersey vốn chịu nhiều ảnh hưởng của Giáo hội Trưởng Lão; bên cạnh đó, cư dân địa phương sợ rằng New York sẽ trở nên kém cạnh về văn hóa và tri thức so với bờ bên kia sông Hudson. Do vậy, họ thành lập học viện riêng của New York như là một trường cạnh tranh với Đại học New Jersey. Các lớp học bắt đầu vào ngày 17 tháng 7 năm 1754 tại sân của nhà thờ Trinity với Samuel Johnson là hiệu trưởng và cũng là người giảng dạy duy nhất. Ngày 31 tháng 10 năm 1754, trường chính thức nhận hiến chương thành lập từ vua George đệ Nhị với tên King’s College (nghĩa đen: Đại học của Nhà Vua). Năm 1760, King’s College chuyển về Park Place, khu vực gần Tòa thị chính thành phố hiện nay. Từ đó, trường phát triển nhanh chóng, trở thành trường Y đầu tiên tại thuộc địa Anh ở Bắc Mỹ vào năm 1767.
Tuy vậy, ngay từ ban đầu đã có nhiều tranh cãi về việc thành lập một học viện cấp cao tại thuộc địa mà trực thuộc Giáo hội Anh, chưa kể bộ máy quản lý chịu nhiều ảnh hưởng của Hoàng gia Anh. Sự vượt trội về tài chính của King’s College so với các đại học thuộc địa khác càng tạo cơ sở cho mối e ngại này.

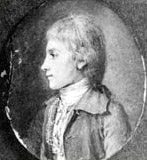
Alexander Hamilton, một trong những cựu học sinh nổi tiếng nhất của King's College

Cách mạng Hoa Kỳ và cuộc chiến kéo theo ngay sau đó giữa các thuộc địa và quân đội Anh khiến cho King’s College suy sụp trong một thời gian dài, từ 1776 khi Lục quân Lục địa tấn công New York đến 1783 khi binh lính Anh rút lui. Trong tám năm này, trường đã phải ngừng hoạt động, trong khi thư viện chính bị cải tạo thành bệnh viện phục vụ chiến tranh.
Dù bị coi là một hiện thân của Hoàng gia Anh, song King’s College lại là nơi sản sinh ra không ít nhân vật đóng vai trò quan trọng trong cuộc cách mạng giành độc lập của các thuộc địa. Tiêu biểu trong số những học sinh đầu tiên của trường bao gồm: John Jay, người đàm phán Hiệp định Paris (1783) kết thúc chiến tranh với Anh và cũng là người sau này trở thành Chánh án Tòa án Tối cao Hoa Kỳ đầu tiên; Alexander Hamilton, quân sư của George Washington, tác giả của phần lớn các bài luận Người Liên Bang (ủng hộ một Chính phủ liên bang mạnh), Bộ trưởng Ngân Khố Hoa Kỳ đầu tiên; Gouverneur Morris, tác giả của bản Hiến pháp Hoa Kỳ hoàn thiện; Robert R. Livingston, một trong năm người soạn thảo Tuyên ngôn Độc lập Mỹ; và Egbert Benson, đại biểu Quốc hội Lục địa và một trong những người ký thông qua Hiến pháp Hoa Kỳ.

## Khuôn viên
Theo Tạp chí New York, Đại học Columbia là chủ sở hữu đất lớn thứ hai ở Thành phố New York, chỉ sau Nhà thờ Công giáo.

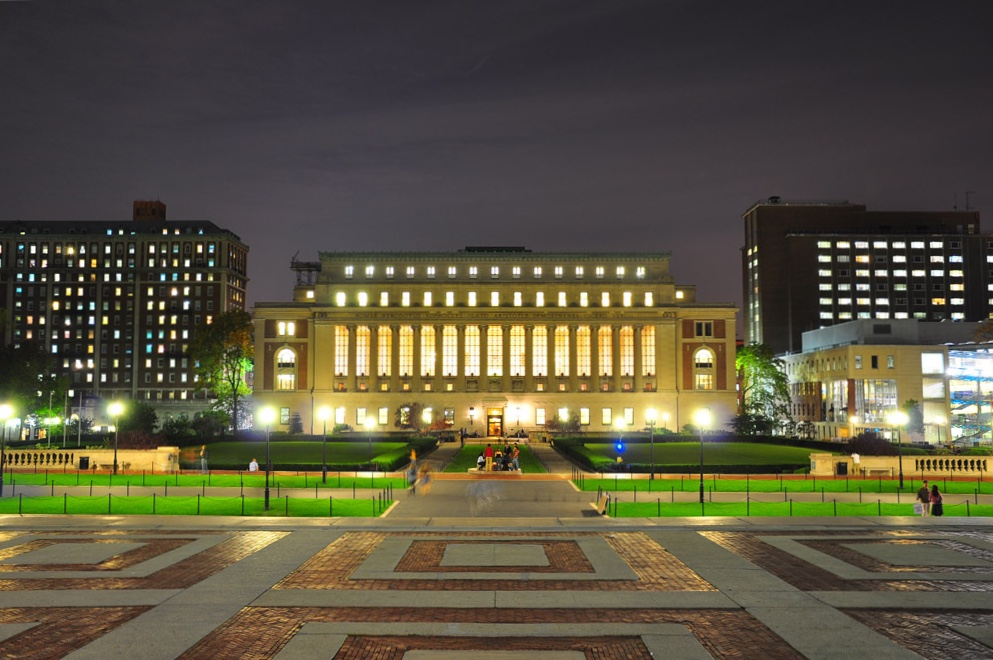
Thư viện Butler

### Khuôn viên chính
Phần lớn các phân khoa của Columbia tọa lạc tại Morningside Heights. Khuôn viên trường được thiết kế theo nguyên tắc quy hoạch Beaux-Arts và trải khắp sáu khu phố rộng 32 mẫu Anh (13 ha) ở quận Manhattan, New York. Trường cũng sở hữu hơn 7.800 căn hộ và hai chục ký túc xá ở Morningside Heights làm nơi ở cho giảng viên, sinh viên và nhân viên. Đại học Columbia cũng có một hệ thống đường hầm tuổi đời hơn một thế kỷ.
Thư viện Nicholas Murray Butler là thư viện đơn lẻ lớn nhất trong Hệ thống Thư viện Đại học Columbia, và là một trong những tòa nhà lớn nhất trong khuôn viên trường. Thư viện được thiết kế theo kiến trúc Tân cổ điển. Mặt tiền của thư viên có một hàng cột trụ theo phong cách thức cột Ionic và phía trên mỗi cột có ghi tên các nhà văn, triết gia và nhà tư tưởng vĩ đại. Tính đến  năm 2012, Columbia sở hữu hơn 11,9 triệu đầu sách và là hệ thống thư viện lớn thứ tám ở Hoa Kỳ.
Nhiều tòa nhà tại Columbia cũng được liệt kê trong Sổ bộ Địa danh Lịch sử Quốc gia Hoa Kỳ. Thư viện Low Memorial, một Danh lam Lịch sử Quốc gia, là trung tâm của khuôn viên trường. Hội trường Triết học được liệt kê là nơi phát minh ra đài FM. Sảnh Pupin, một Địa danh Lịch sử Quốc gia khác, là nơi có các khoa vật lý và thiên văn học của Trường Kỹ thuật. Tại đây, các thí nghiệm đầu tiên về sự phân hạch của uranium đã được thực hiện bởi Enrico Fermi. Các tòa nhà nổi tiếng khác bao gồm Sảnh Casa Italiana, Hội trường St. Anthony và Sảnh Earl.

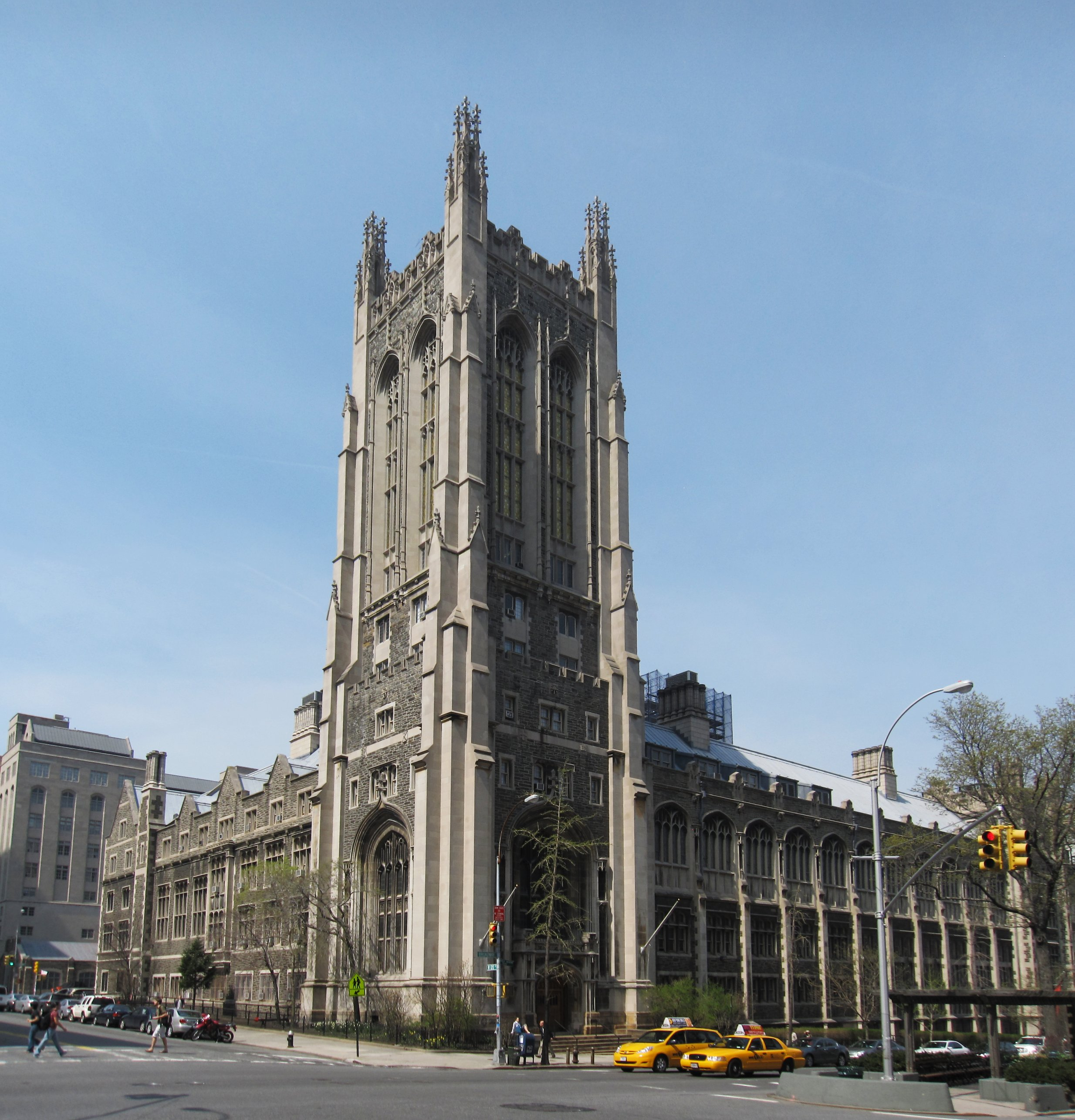
Chủng viện Thần học Union

Một bức tượng của nhà điêu khắc người Pháp Daniel Chester được gọi là Alma Mater (mẫu hiệu) được đặt chính giữa các bậc thang phía trước của Thư viện Tưởng niệm Low. Khoác lên mình bộ váy hàn lâm, nhân vật nữ của bức tượng Alma Mater đội vương miện và ngồi trên ngai vàng. Một cuốn sách biểu thị kiến thức được đặt cân bằng trên đùi của bức tượng, Một con cú tượng trưng cho sự khôn ngoan được giấu trong các nếp gấp của áo choàng nhân vật. Tay phải của nhân vật cầm một vương trượng bao gồm bốn bông lúa mì và vương miện của Đại học Columbia như một sự nhắc nhở về nguồn gốc của trường là một tổ chức được thành lập bởi hiến chương hoàng gia vào năm 1754. Trong cuộc biểu tình chống Chiến tranh Việt Nam ở Đại học Columbia vào năm 1968, một quả bom đã làm hỏng tác phẩm điêu khắc, nhưng sau đó nó đã được sửa chữa.
The Steps (Những Bậc thang), còn được gọi là "Low Steps" hoặc "Urban Beach", là một khu vực họp mặt phổ biến của sinh viên Columbia. Thuật ngữ này đề cập đến một loạt các bậc thang dài làm bằng đá hoa cương dẫn từ phần dưới của khuôn viên (South Field) đến sân thượng của nó. Với thiết kế lấy cảm hứng từ phong trào City Beautiful, các bậc thang của Thư viện Low cung cấp cho sinh viên, giảng viên và nhân viên của Đại học Columbia và Cao đẳng Barnard (một trường cao đẳng khai phóng độc lập dành cho nữ giới nhưng có liên hệ mật thiết với Columbia) một khoảng sân ngoài trời thoáng đãng cho các buổi họp mặt, sự kiện và buổi lễ thân mật.

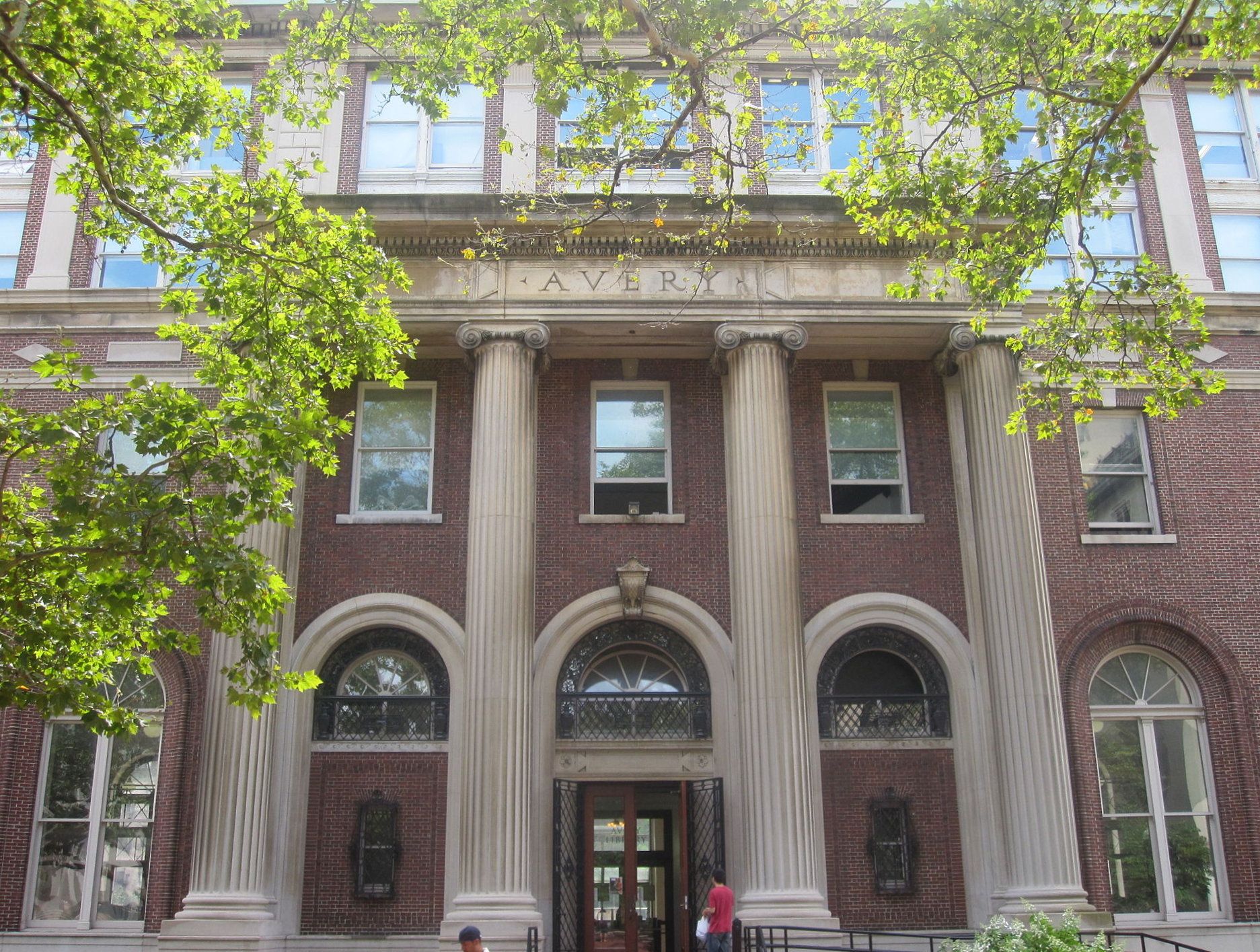
Thư viện Mỹ thuật và Kiến trúc Avery

### Các khuôn viên khác
Bệnh viện New York-Presbyterian tại thành phố New York có liên kết với cả Đại học Columbia và Đại học Cornell. Theo US News & World Report, nó được xếp hạng thứ năm tổng thể và thứ ba trong số các bệnh viện trường đại học. Trường Y khoa Columbia có quan hệ đối tác chiến lược với Viện Tâm thần Bang New York và liên kết với 19 bệnh viện khác ở Mỹ và 4 bệnh viện ở nước ngoài.
Columbia cũng sở hữu Trung tâm Y tế Đại học Columbia với khuôn viên rộng 20 mẫu Anh (8,1 ha) nằm trong khu phố Washington Heights ở quận Manhattan. Các bệnh viện giảng dạy khác liên kết với Columbia thông qua mạng lưới New York-Presbyterian bao gồm Phòng khám Payne Whitney ở Manhattan, và Payne Whitney Westchester, một viện tâm thần nằm ở White Plains, New York.
Trên mũi phía bắc của bán đảo Manhattan, Columbia sở hữu Sân Baker rộng 26 mẫu Anh (11 ha), bao gồm Sân vận động Lawrence A. Wien cũng như các cơ sở khác cho các môn thể thao ngoài trời, điền kinh và quần vợt.
Trường cũng sở hữu một khuôn ở bờ tây của sông Hudson rộng 157 mẫu Anh (64 ha) và là nơi đặt Đài quan sát Trái đất Lamont-Doherty và Viện Trái đất ở Palisades, New York. Columbia cũng có một khu đất rộng 60 mẫu Anh (24 ha), nơi tọa lạc của Phòng thí nghiệm Nevis ở Irvington, New York chuyên nghiên cứu vật lý và chuyển động hạt. 

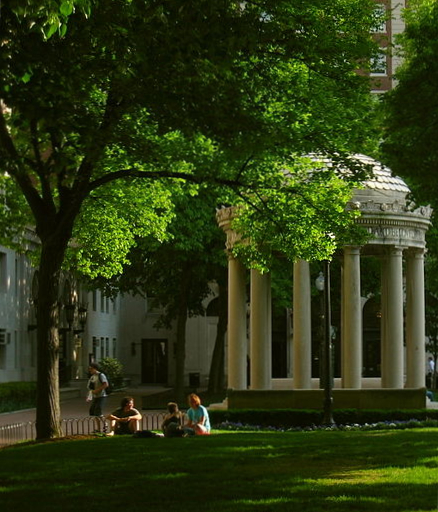
Van Am Quad

Columbia cũng sở hữu một khuôn viên vệ tinh ở trung tâm thành phố Paris, Pháp tổ chức các lớp học tại Hội trường Reid Hall. Trường hiện tại có bốn trung tâm toàn cầu tại Amman (Jordan), Bắc Kinh (Trung Quốc), Paris (Pháp) và Mumbai (Ấn Độ).

## Học thuật

### Xét tuyển
Đại học Columbia đã nhận được 60.551 hồ sơ đăng ký vào kỳ nhập học năm 2021, trong đó trường chỉ có 2.218 ứng viên trúng tuyển. Với tỷ lệ trúng tuyển chỉ ở mức 3,7%, Columbia là trường đại học khó vào thứ hai trong nhóm Ivy League, sau Harvard. Columbia là một trường đa dạng về chủng tộc, với khoảng 52% tổng số học sinh là người da màu hoặc là sinh viên quốc tế.

### Trường Phổ quát học (School of General Studies)
Ngoài các chương trình khoa học và nghệ thuật truyền thống như trên, Columbia cũng cho phép các sinh viên phi truyền thống, bao gồm cựu chiến binh và sinh viên từ các trường cao đẳng cộng đồng, tiếp tục theo đuổi và hoàn thành chương trình cử nhân tại Trường Phổ quát học Columbia (Columbia University School of General Studies). Ngoài ra, một số sinh viên từ bậc cấp 3 cũng có thể nộp đơn vào các chương trình bằng kép của Trường Phổ quát học với nhiều cơ sở giáo dục bên ngoài như Viện Nghiên cứu Chính trị Paris (Sciences Po), Đại học Thành phố Hồng Kông (CityU), Đại học Trinity Dublin (TCD), Chủng viện Thần học Union (UTS). Tương tự như sinh viên của Cao đẳng Barnard, các sinh viên của Trường Phổ quát học sẽ được cấp bắng do Chủ tịch Đại học Columbia ký tên nhưng sẽ được viết bằng tiếng Anh chứ không phải tiếng Latin như chương trình chính quy của Đại học Columbia. Tỉ lệ xét tuyển vào Trường Phổ quát học là 35% trong khi các chương trình truyền thống có tỉ lệ đậu chỉ 3.7%. Trường Phổ quát học Columbia có nhiều điểm tương đồng với Trường Mở rộng Harvard, vốn có điều kiện trúng tuyển thấp hơn nhiều so với trường chính quy Harvard.

### Trường liên kết (Affiliated schools)
Trường Sư phạm (Teachers College hay TC) và Cao đẳng Barnard (BC) là hai trường độc lập với Viện Đại học Columbia về tuyển sinh, tài chính và học thuật nhưng vẫn có mối liên hệ chặt chẽ và được xem là trường chị em của Columbia. Hiệu trưởng cả hai trường này đều mang hàm trưởng khoa của Columbia. TC và BC cũng được đại diện trong hội đồng học sinh và giảng viên của Columbia. Ngoài ra, sinh viên tốt nghiệp hai trường này được cấp bằng có chữ ký của Chủ tịch Đại học Columbia.

### Xếp hạng
Đại học Columbia từng được US News & World Report xếp hạng thứ 2 trong số các trường tại Hoa Kỳ vào năm 2021. Tuy nhiên, Columbia đã bị loại khỏi bảng xếp hạng năm 2022 do cáo buộc gian lận và không trung thực về số liệu. Sau khi xác thực lại thông tin của trường, US News & World Report đã đẩy Columbia từ hạng 2 xuống hạng thứ 18.
Bảng xếp hạng 2022 của QS đã liệt kê Columbia đứng thứ 22 trên thế giới. Trường cũng được xếp hạng thứ 6 trên thế giới theo Bảng xếp hạng chất lượng đại học ARWU của Đại học Giao thông Thượng Hải và thứ 17 toàn cầu theo Times Higher Education (THE) vào năm 2021. Trường mỏ địa chất Paris cũng đã xếp hạng Columbia là trường đại học tốt nhất thứ 12 về đào tạo CEO vào năm 2011.
Các phân khoa của Columbia cũng được U.S. News & World Report xếp hạng cao trên các bảng xếp hạng chuyên ngành. Trường Luật Columbia được xếp hạng thứ 4, Trường Y tế Công cộng Mailman hạng 4, Trường Công tác Xã hội hạng 3, Trường Kinh doanh Columbia hạng 8, Trường Phẫu thuật hạng 6 về nghiên cứu, Trường Điều dưỡng đạt hạng 1 về đào tạo bác sĩ, và Trường Kỹ thuật và Khoa học Ứng dụng Fu Foundation được xếp hạng thứ 14 về khoa học kỹ thuật.

## Nhân vật nổi tiếng
Columbia có nhiều cựu sinh viên đáng chú ý, trong đó có 5 nhà Khai Quốc Hoa Kỳ và tác giả của Hiến pháp Hoa Kỳ, 4 tổng thống Hoa Kỳ, 125 người đoạt giải Pulitzer, 39 người đoạt giải Oscar, 101 thành viên Viện Hàn lâm Khoa học Quốc gia Hoa Kỳ. Trường cũng đã đào tạo 26 nguyên thủ quốc gia (ngoài Mỹ).
Columbia xếp thứ hai trên thế giới, sau Harvard, về số lượng cựu sinh viên là tỷ phú. Các cựu sinh viên của Columbia đã nắm các vị trí hàng đầu ở Phố Wall và giới doanh nghiệp toàn cầu với những nhân vật đáng chú ý như nhà đầu tư Warren Buffett, Gia đình Astor, CEO PBS và NBC Larry Grossman, Chủ tịch Walmart S. Robson Walton, Giám đốc Bain Capital Jonathan Lavine. Lãnh đạo của công ty hàng đầu trong danh sách Fortune 500 từng theo học tại Columbia bao gồm James P. Gorman của Morgan Stanley, Robert J. Stevens của Lockheed Martin, Philippe Dauman của Viacom, Ursula Burns của Xerox, và Vikram Pandit của Citigroup.
Về khoa học và công nghệ, các cựu sinh viên Columbia bao gồm người sáng lập IBM Herman Hollerith, người phát minh đài FM Edwin Armstrong, nhà phát triển tàu ngầm hạt nhân Hyman Rickover Francis Mechner, người sáng lập Google Kai-Fu Lee, nhà khoa học Stephen Jay Gould, Robert Millikan, người phát minh laser Heli-neon Ali Javan và Mihajlo Pupin, kỹ sư trưởng của tàu điện ngầm Thành phố New York William Barclay Parsons, nhà triết học Irwin Edman  và Robert Nozick, nhà kinh tế học Milton Friedman, nhà tâm lý học Harriet Babcock, và nhà xã hội học Lewis A. Coser và Rose Laub Coser.

Trong số những người Việt nổi tiếng có Thiền sư Thích Nhất Hạnh từng học thạc sĩ tôn giáo tại Chủng viện Thần học Union (thuộc Đại học Columbia) và sau đó giảng dạy tại đây trong thập niên 1960. Người sáng lập Zalo Vương Quang Khải cũng từng học tại trường Columbia theo học bổng VEF của chính phủ Hoa Kỳ.

Các cựu sinh viên đáng chú ý của Đại học Columbia bao gồm:
Barack Obama: Tổng thống thứ 44 của Hoa Kỳ, người thắng giải Nobel hòa bình 2009
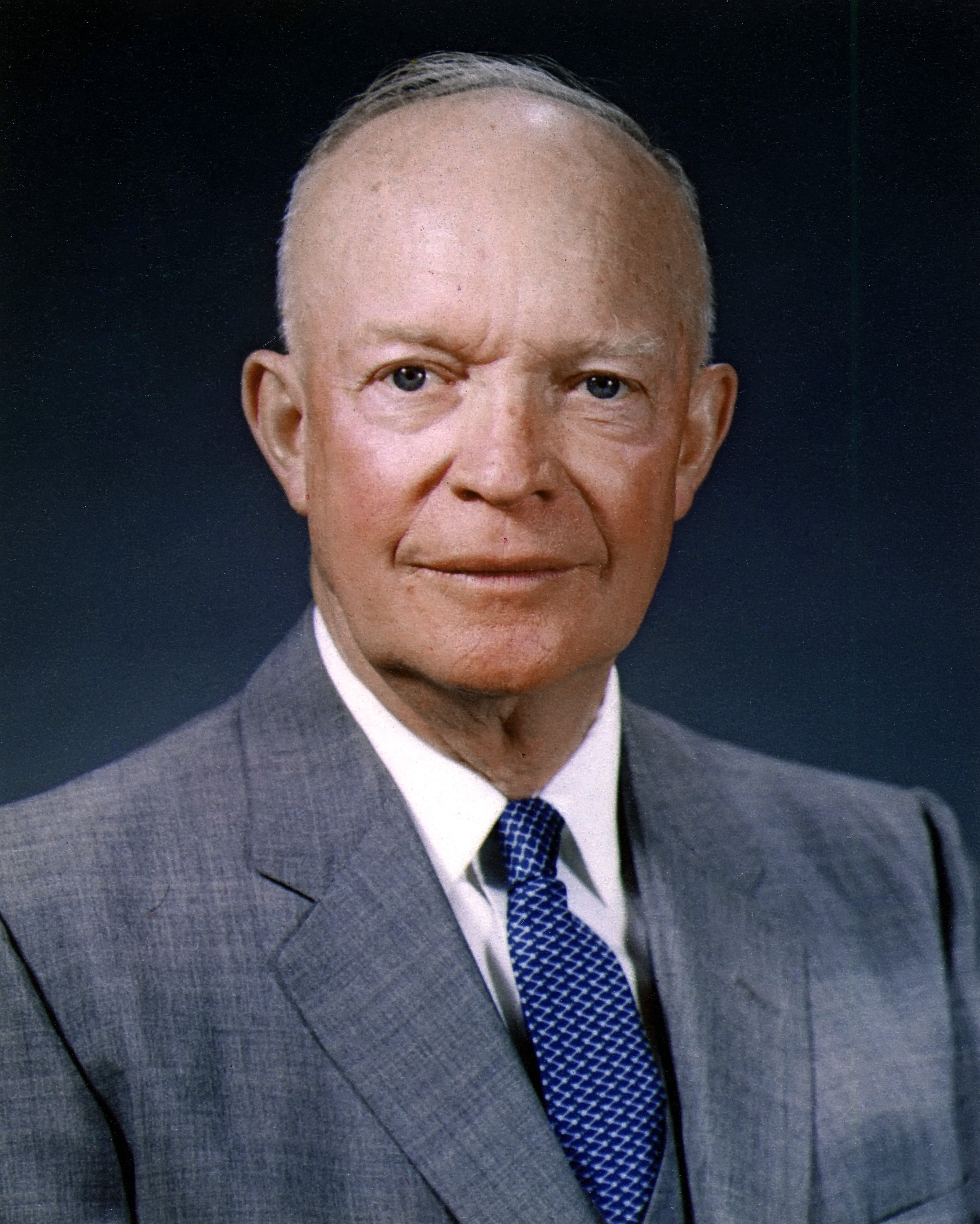
Dwight D. Eisenhower: Tổng thống thứ 34 của Hoa Kỳ
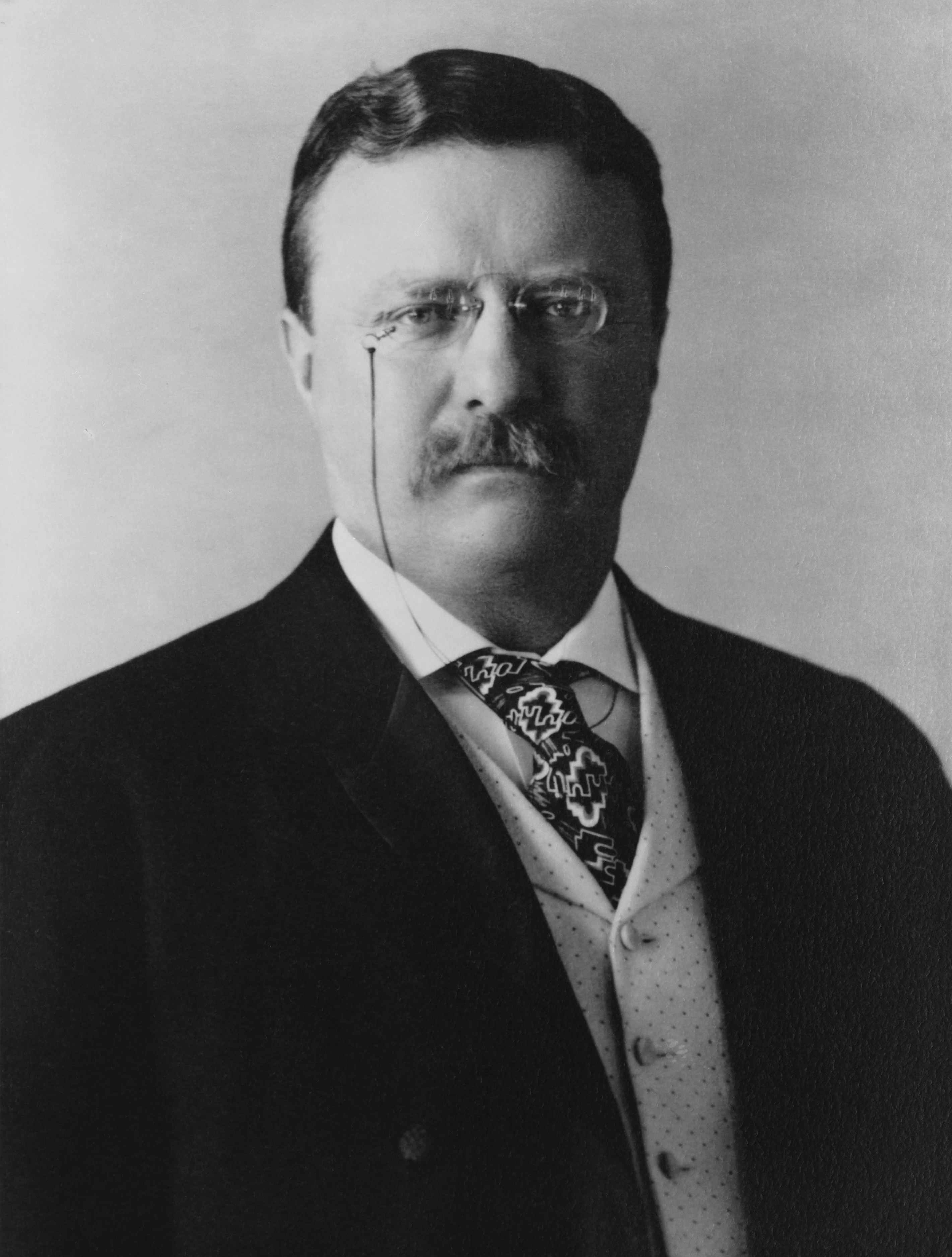
Theodore Roosevelt: Tổng thống thứ 26 của Hoa Kỳ, người thắng giải Nobel Hòa bình năm 1906
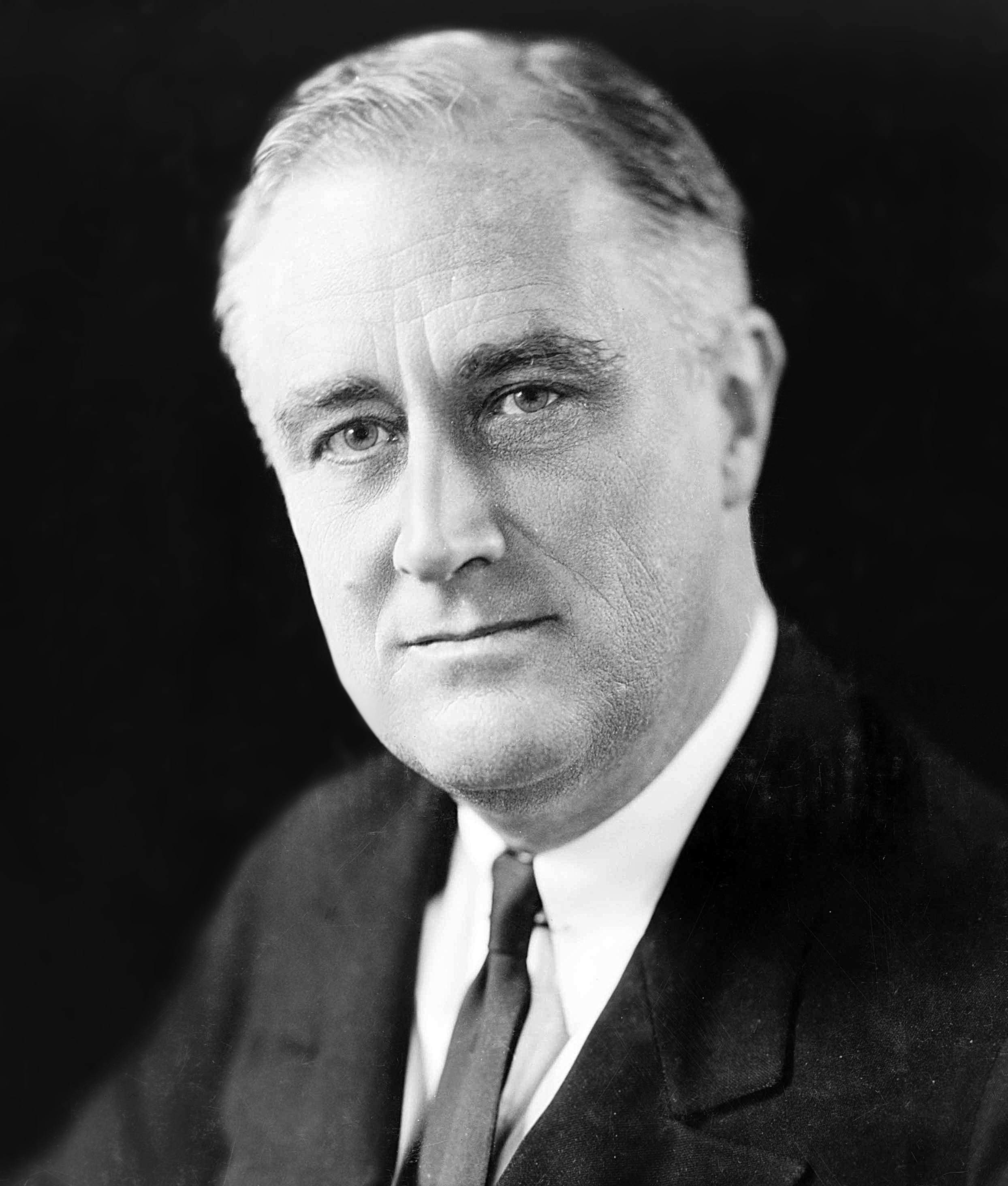
Franklin D. Roosevelt: Tổng thống thứ 32 của Hoa Kỳ
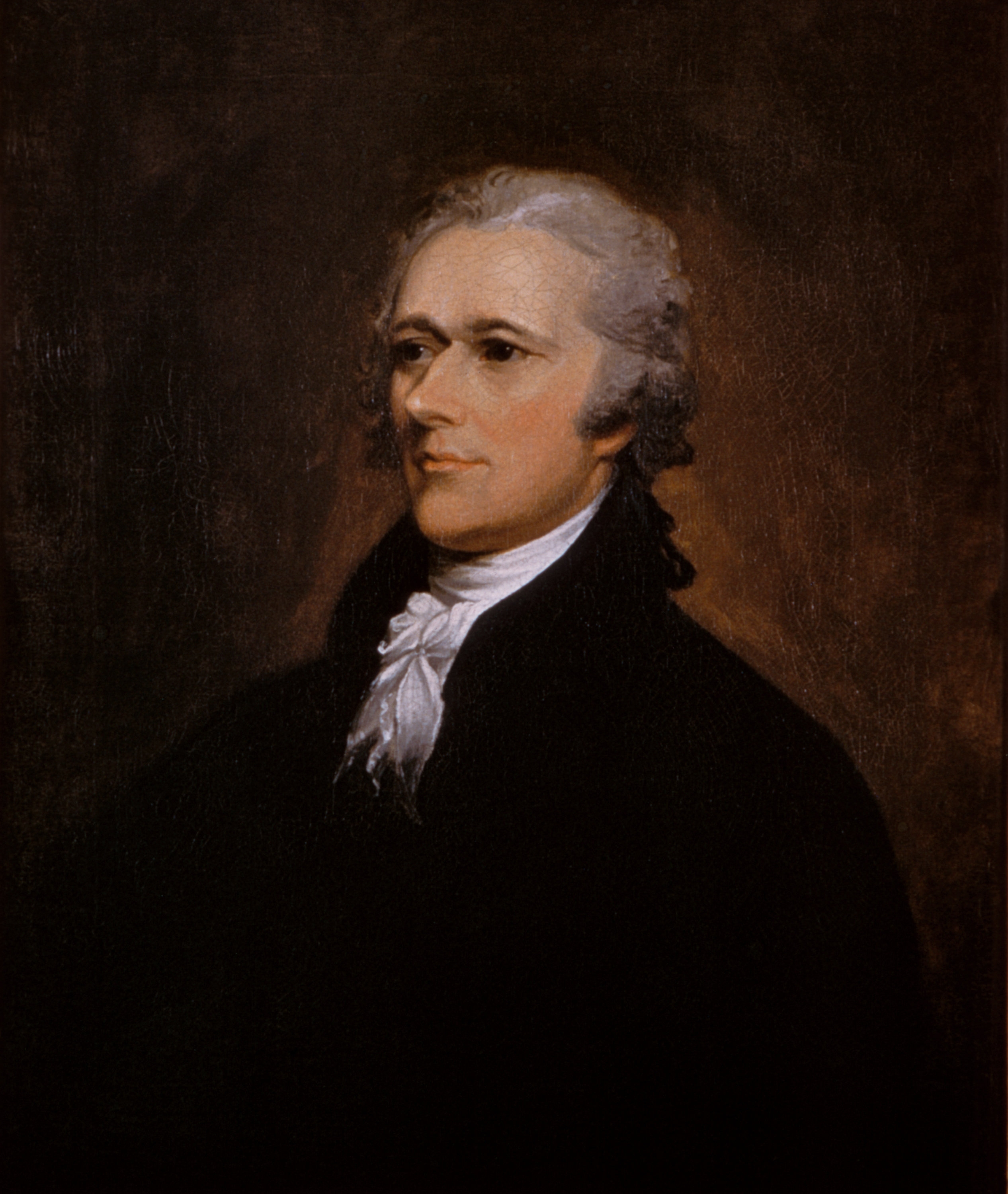
Alexander Hamilton: Cha lập quốc Hoa Kỳ, Bộ trưởng Ngân khố Hoa Kỳ đầu tiên
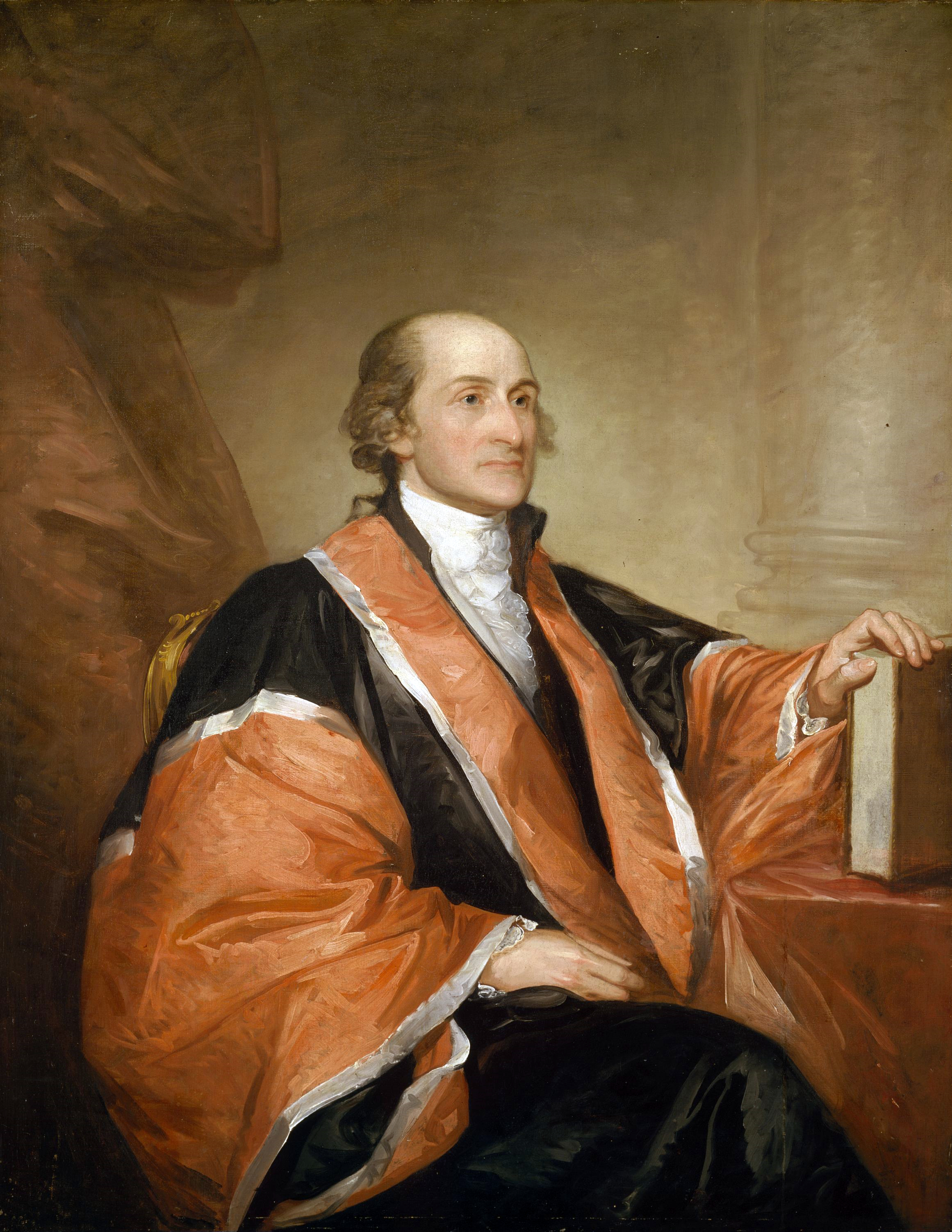
John Jay: Cha lập quốc Hoa Kỳ, Chánh án Tòa án Tối cao đầu tiên của Hoa Kỳ
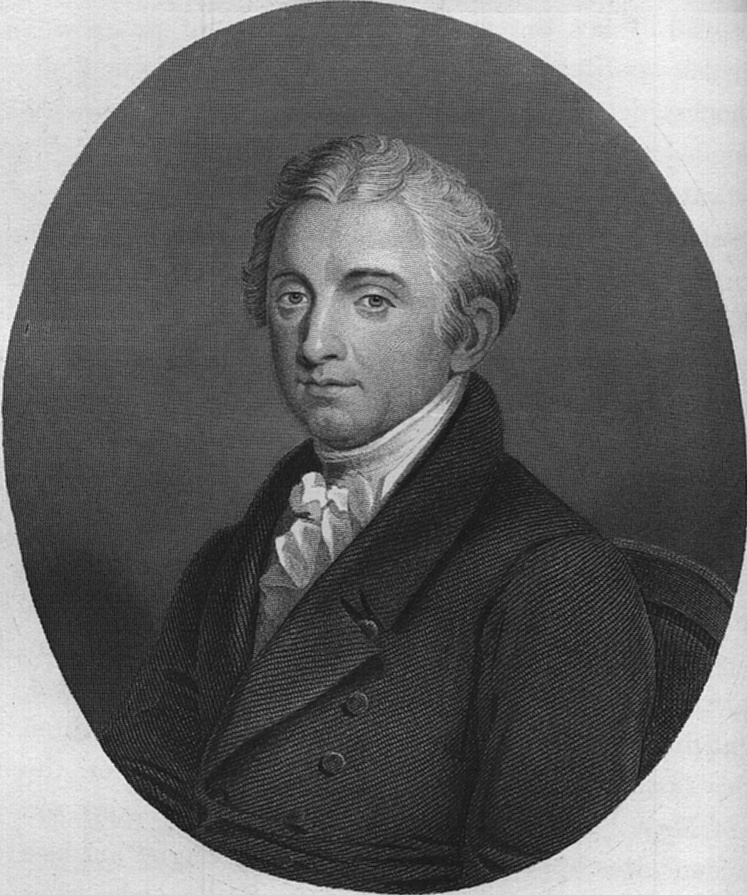
Gouverneur Morris: Cha lập quốc Hoa Kỳ, tác giả của Hiến pháp Hoa Kỳ, Thượng nghị sĩ Hoa Kỳ từ New York
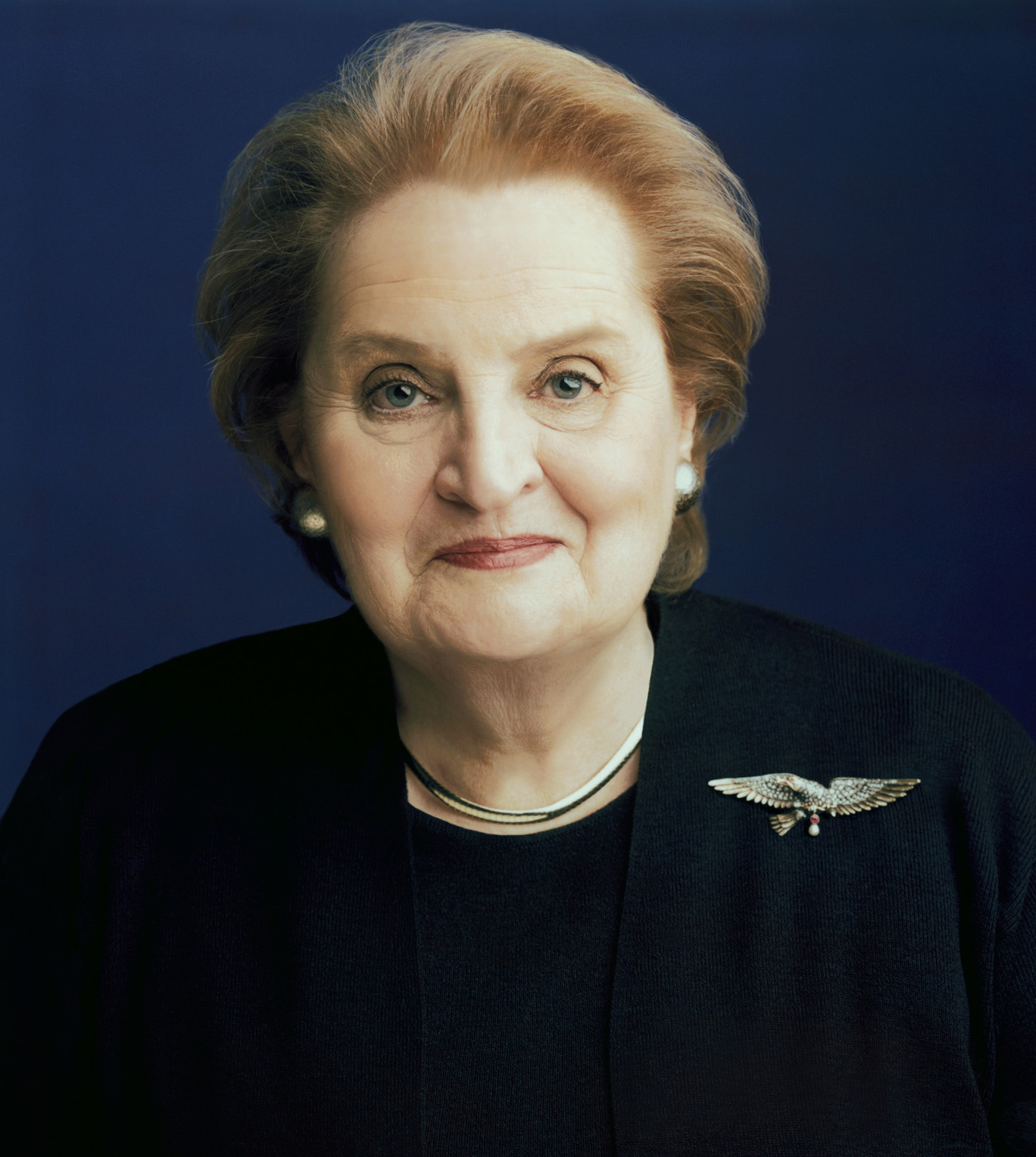
Madeleine Albright: nữ Ngoại trưởng đầu tiên của Hoa Kỳ
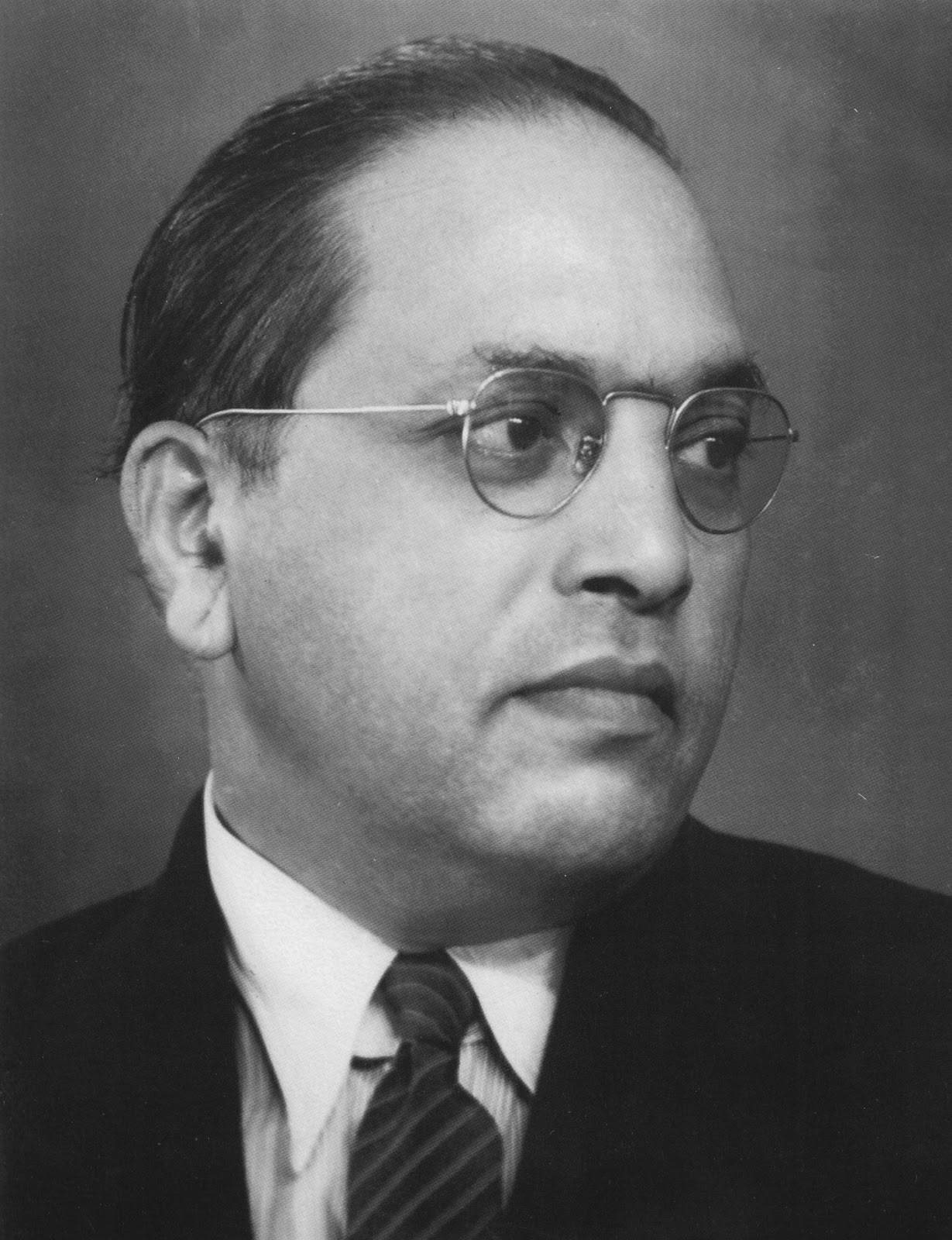
BR Ambedkar: Cha đẻ của Ấn Độ, tác giả Hiến pháp Ấn Độ
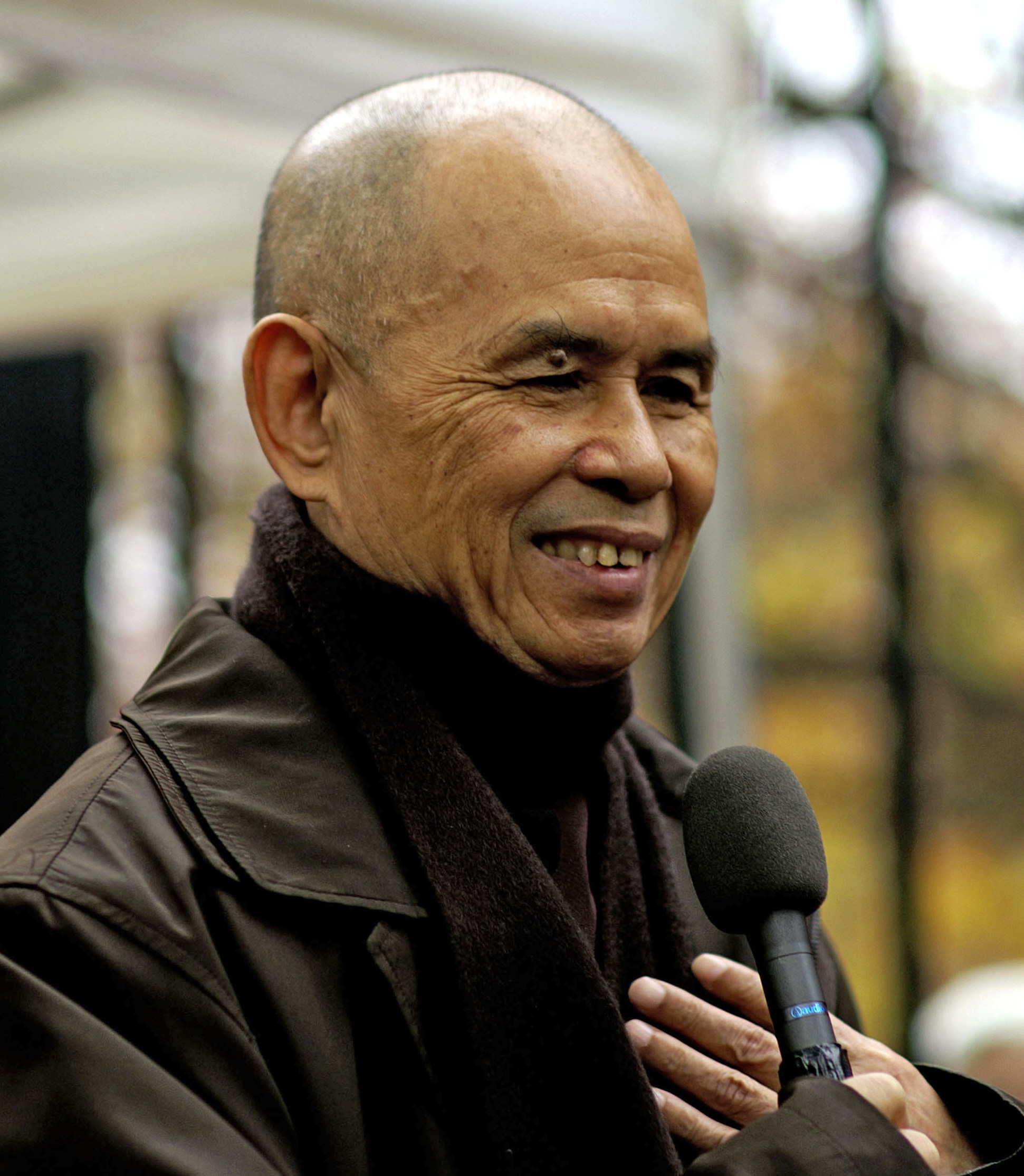
Thiền sư Thích Nhất Hạnh: người đưa ra khái niệm "Phật giáo dấn thân," được đề cử Giải Nobel Hòa bình năm 1967
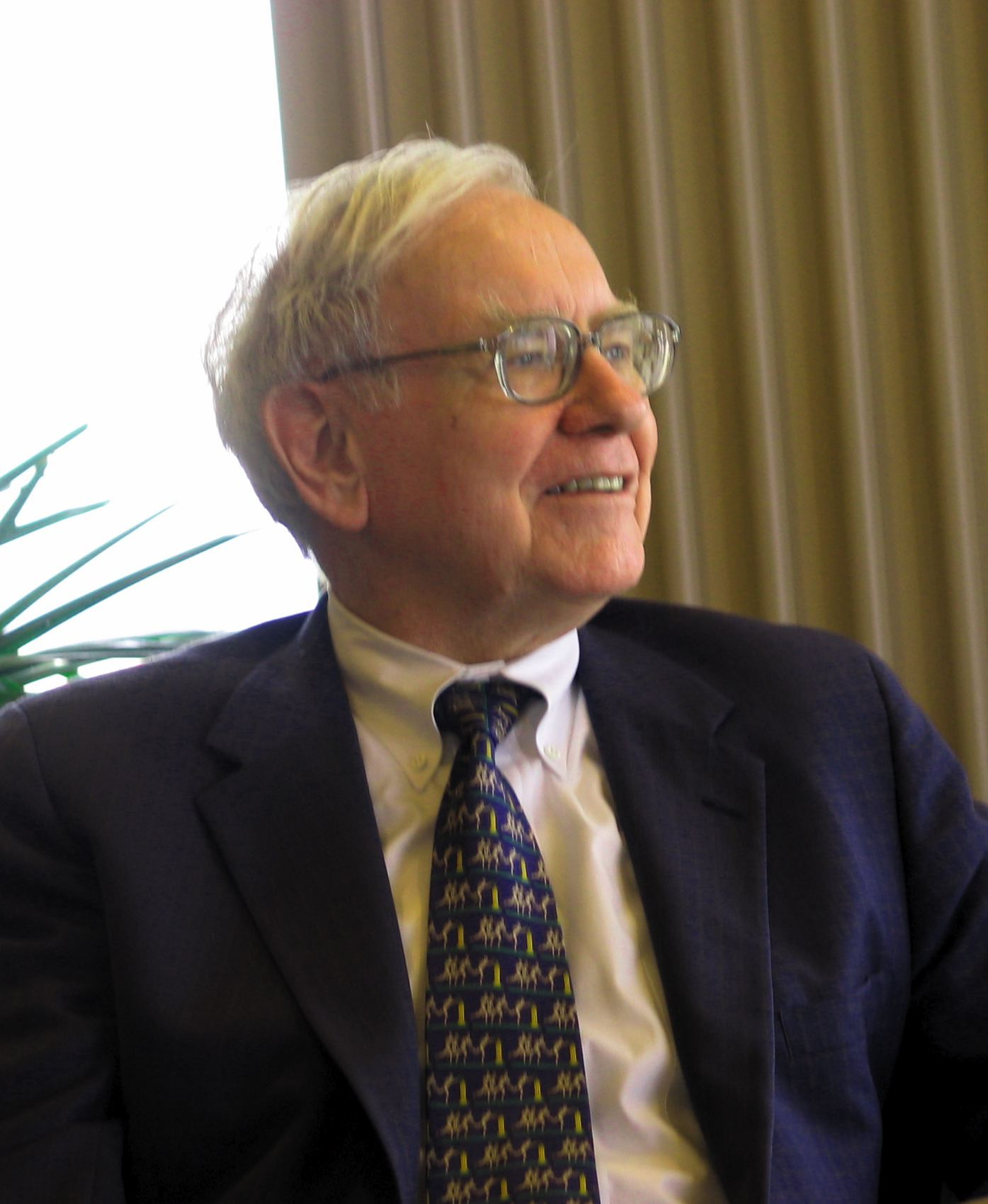
Warren Buffett: Giám đốc điều hành của Berkshire Hathaway, một trong những người giàu nhất thế giới
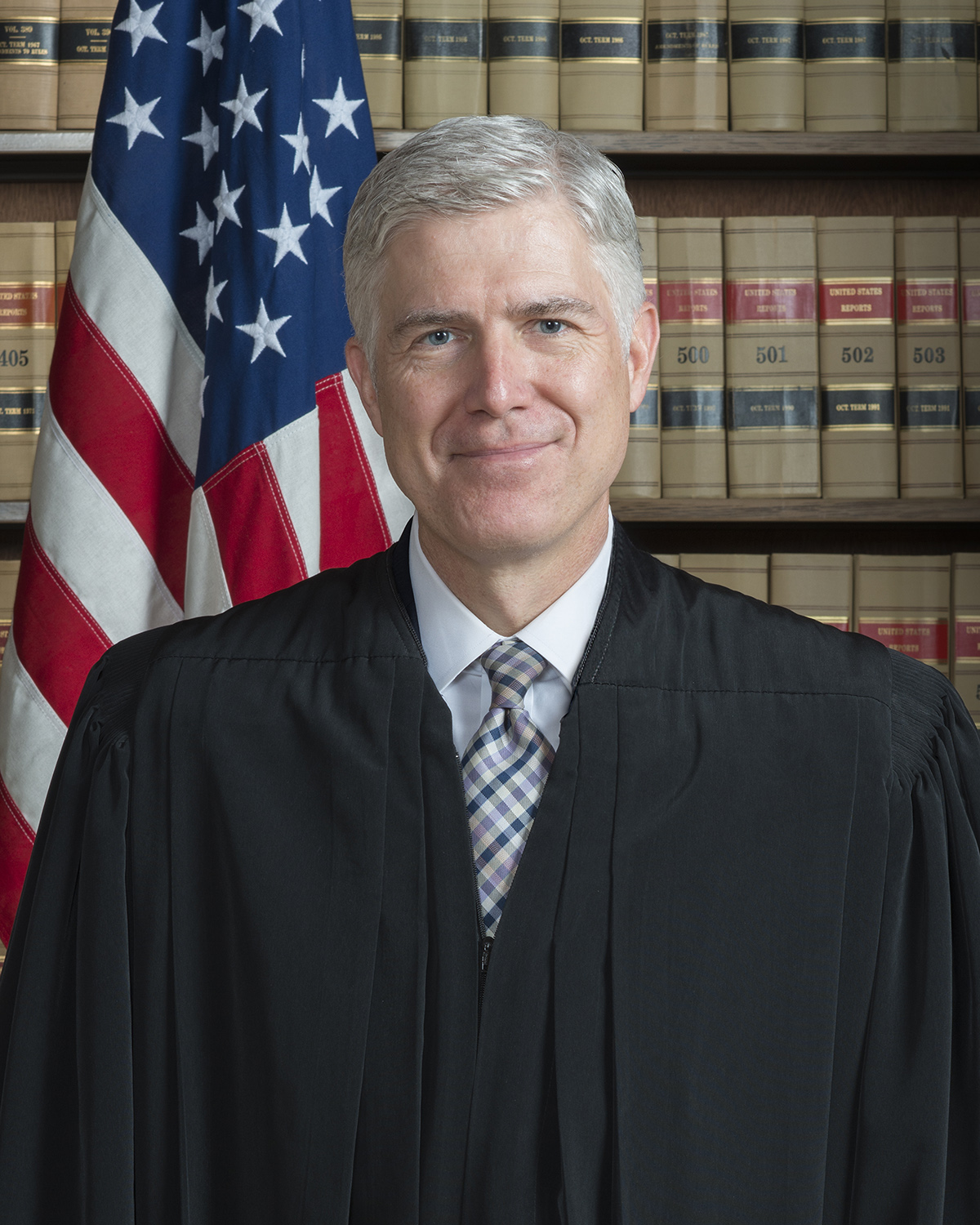
Neil Gorsuch: Phó Chánh án Tòa án Tối cao Hoa Kỳ
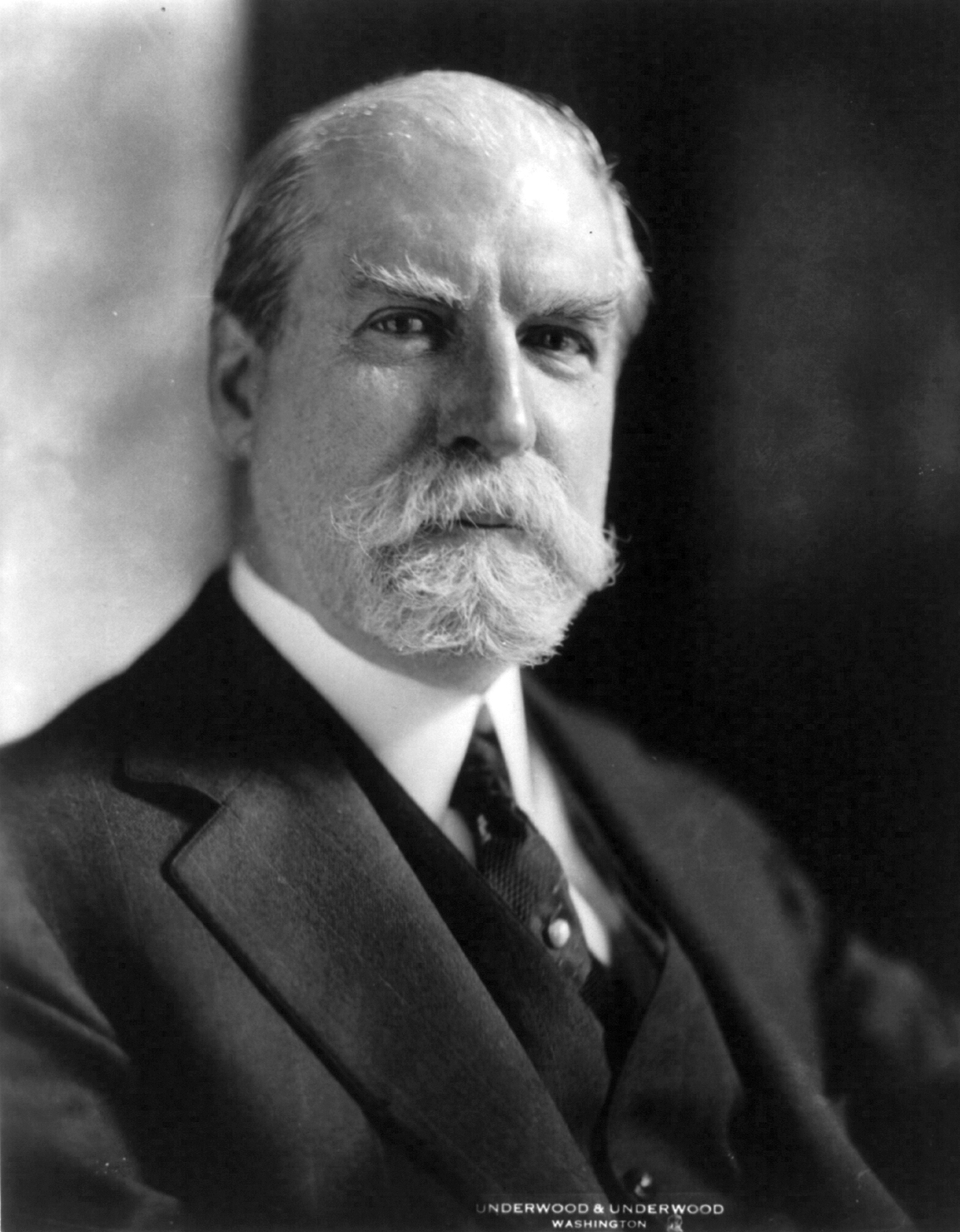
Charles Evans Hughes: Chánh án Tòa án Tối cao Hoa Kỳ thứ 11, Bộ trưởng Ngoại giao Hoa Kỳ thứ 44, Thống đốc New York thứ 36
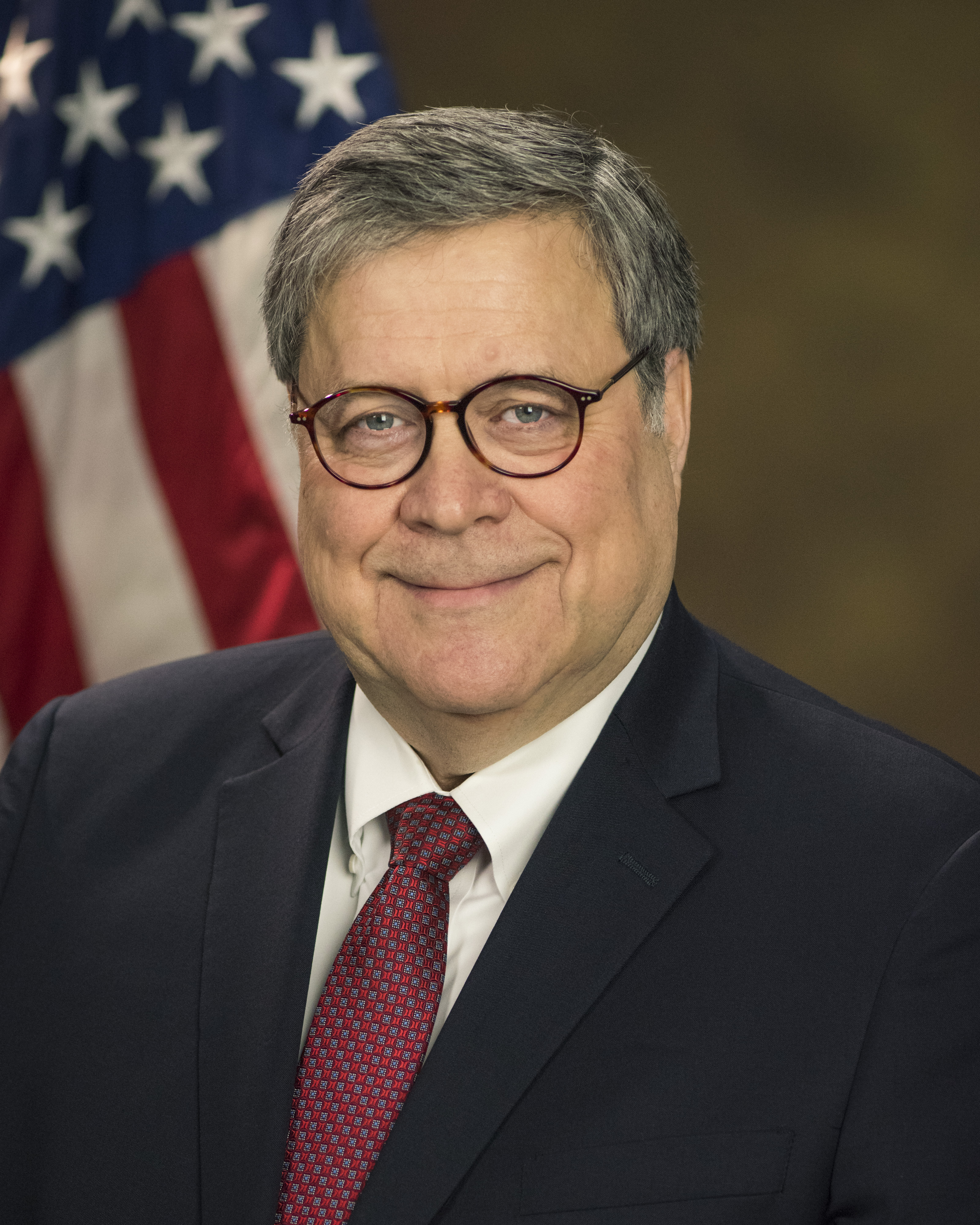
William Barr Tổng chưởng lý Hoa Kỳ thứ 77 và 85
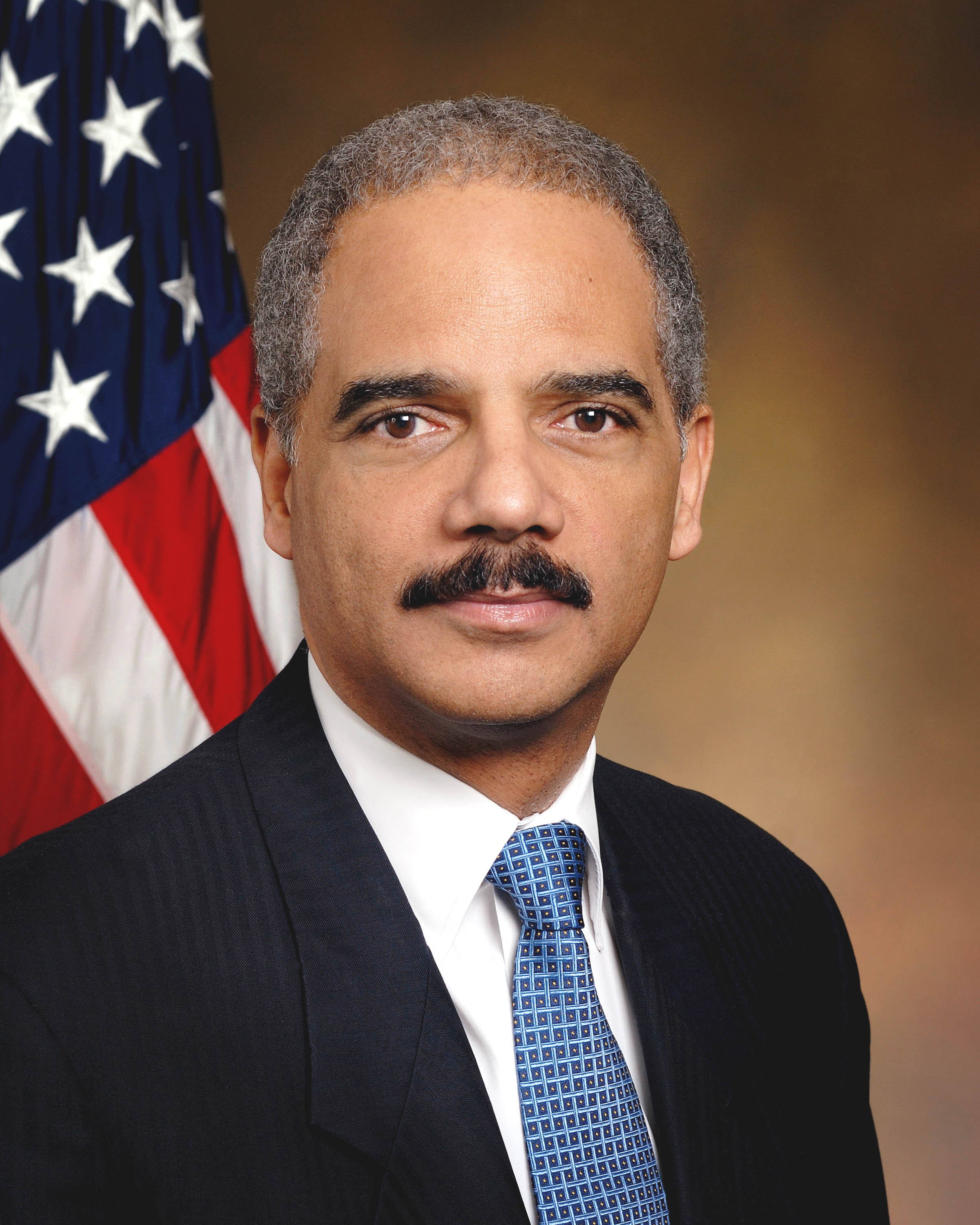
Eric Holder: Tổng chưởng lý Hoa Kỳ thứ 82
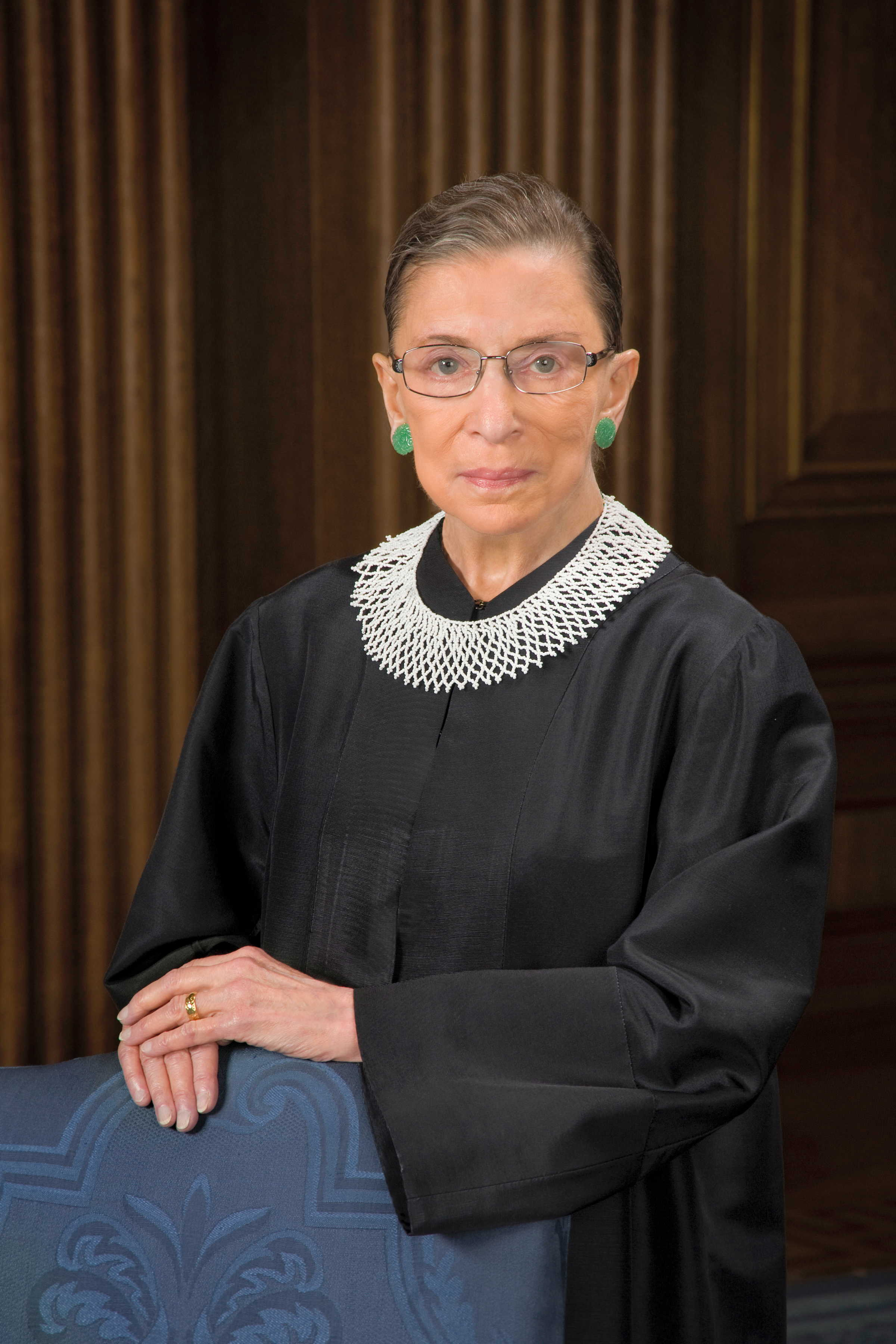
Ruth Bader Ginsburg: Phó Chánh án Tòa án Tối cao Hoa Kỳ
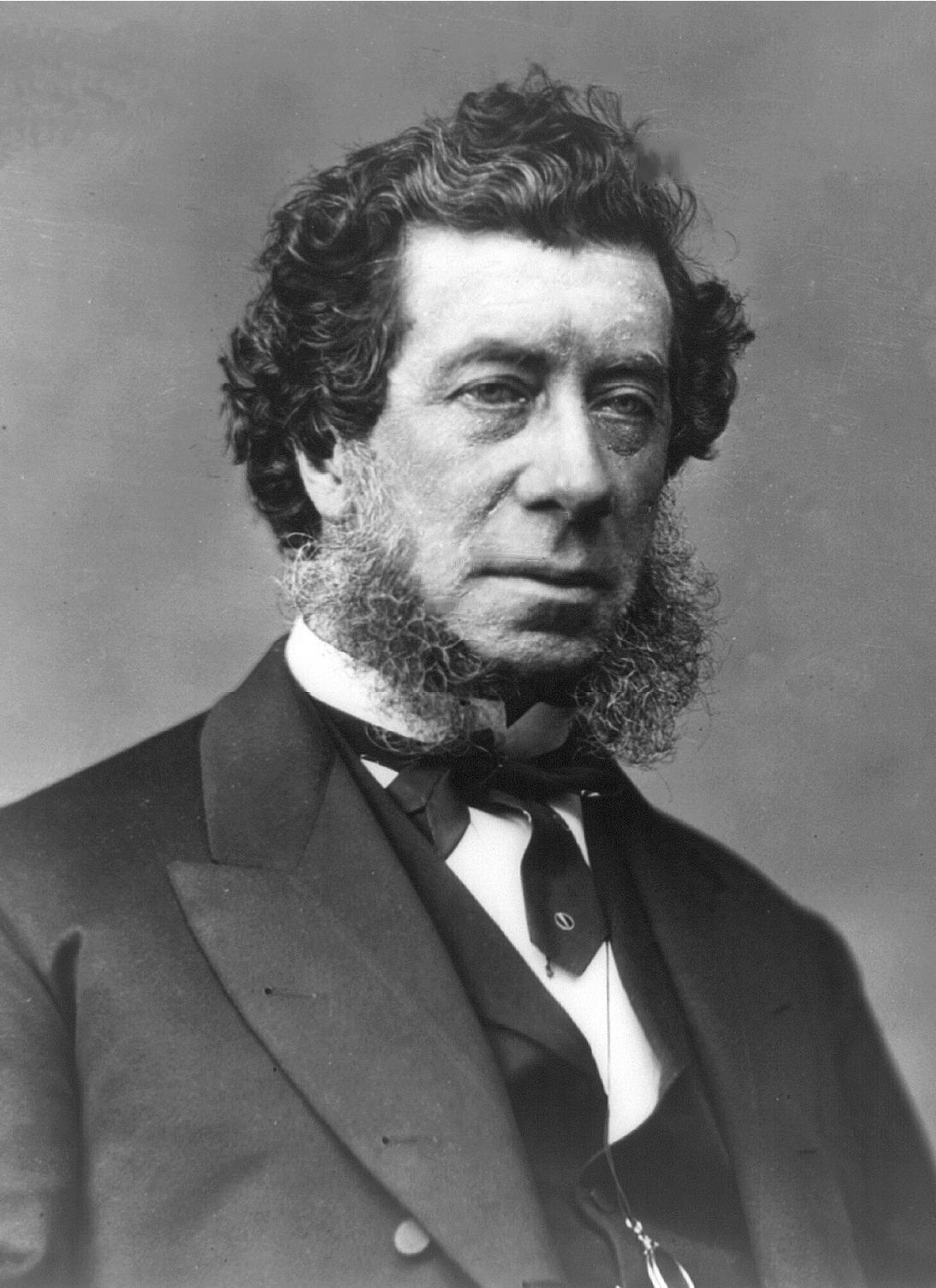
Hamilton Fish Bộ trưởng Ngoại giao Hoa Kỳ thứ 26, Thượng nghị sĩ Hoa Kỳ từ New York, Thống đốc thứ 16 của New York
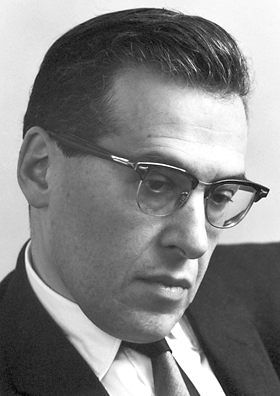
Julian S. Schwinger: người đoạt giải Nobel về lý thuyết trường lượng tử, một trong những nhà vật lý vĩ đại nhất của thế kỷ 20
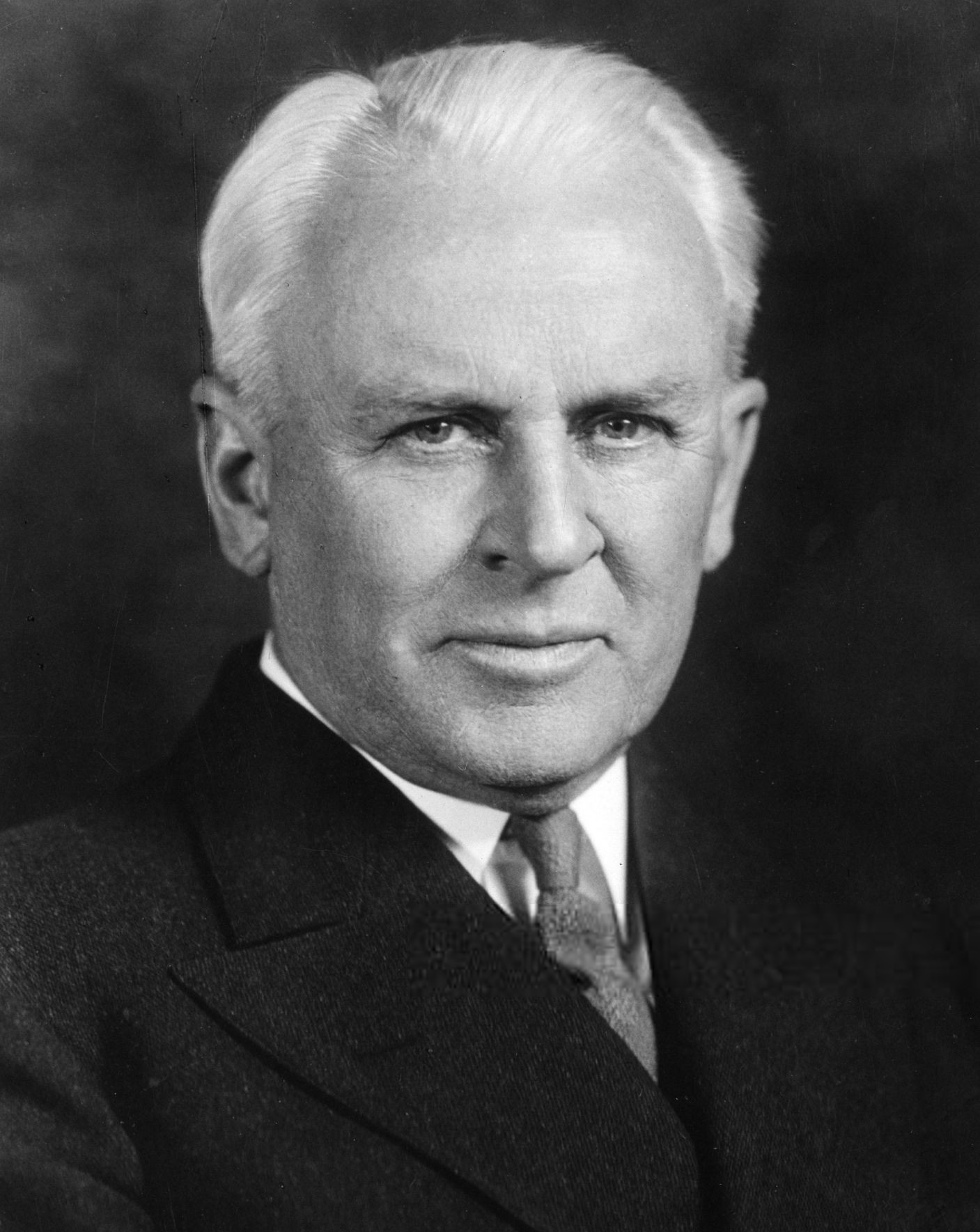
Robert A. Millikan: người đoạt giải Nobel nhờ phát minh về đo lường điện tích cơ bản
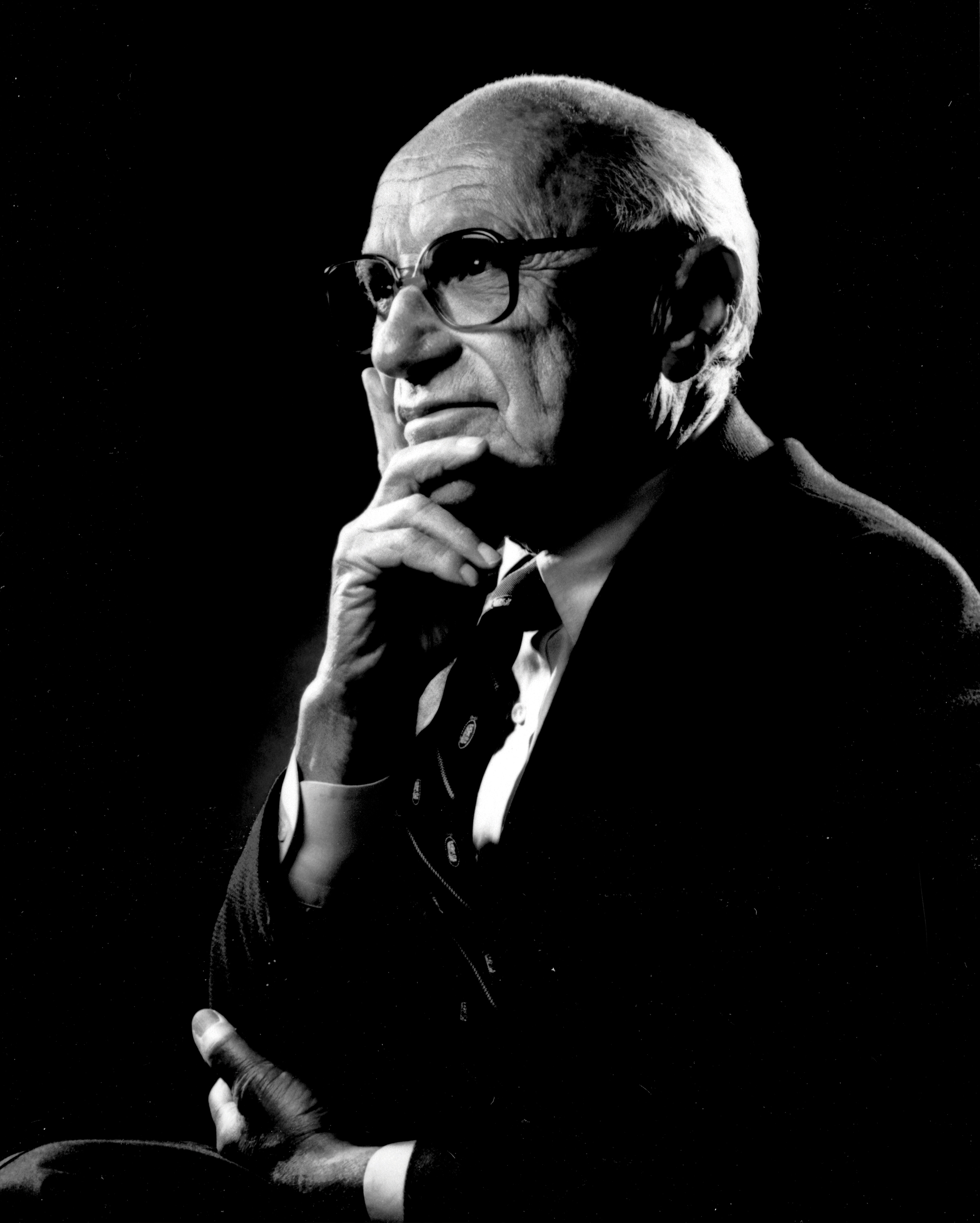
Milton Friedman: Người đoạt giải Nobel Kinh tế
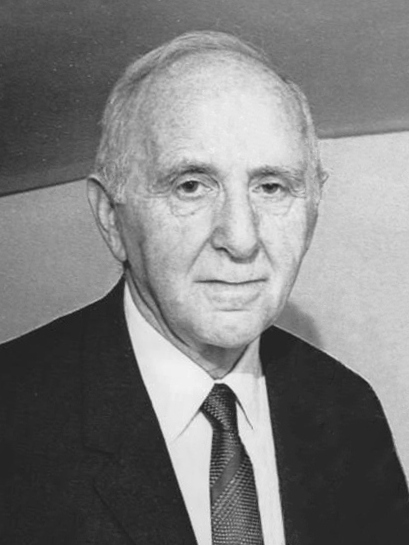
Simon Kuznets: Người đoạt giải Nobel kinh tế, phát minh ra khái niệm về tổng sản phẩm nội địa (GDP)
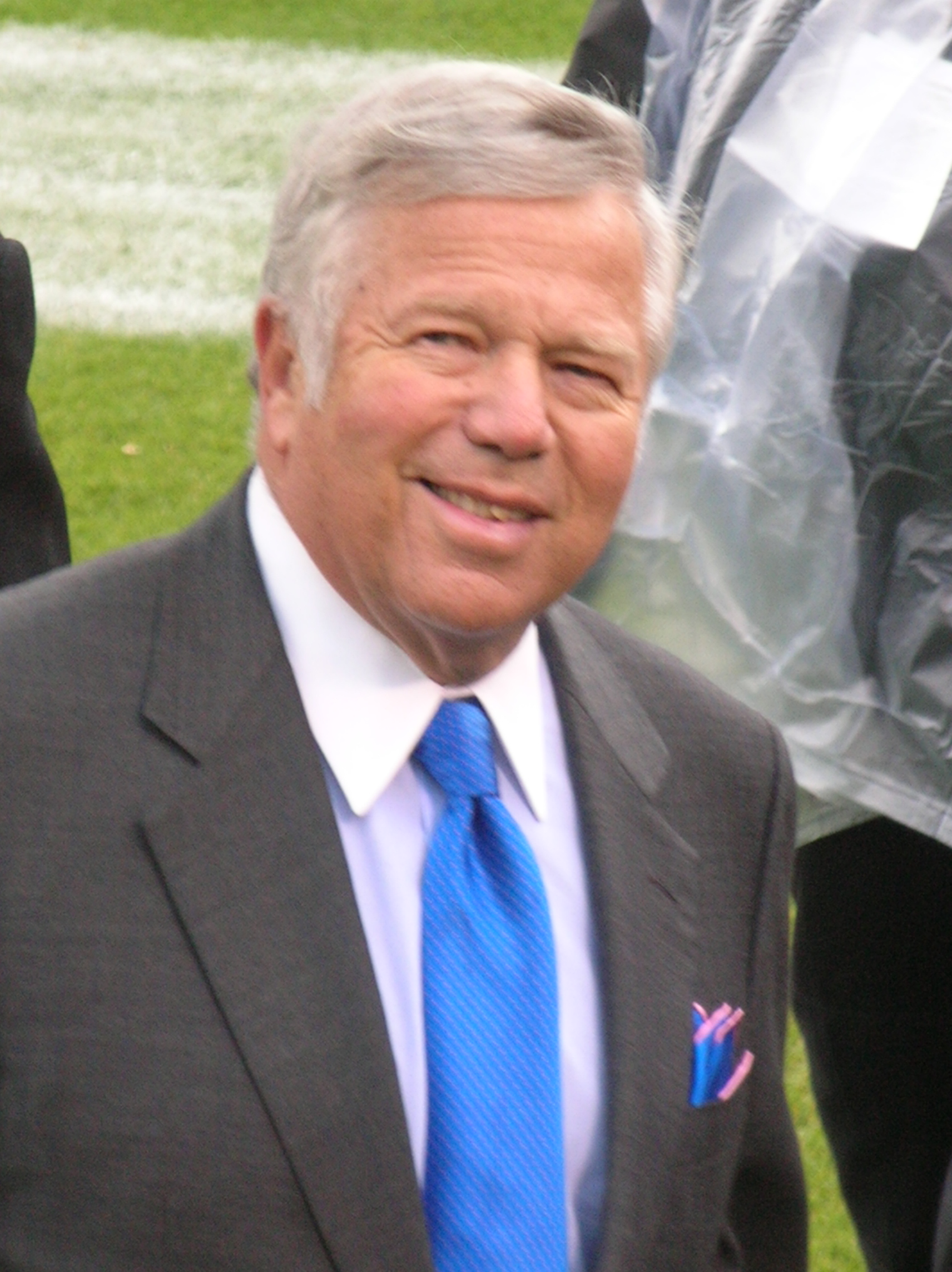
Robert Kraft: tỷ phú, chủ sở hữu của New England Patriots, Chủ tịch kiêm Giám đốc điều hành của Tập đoàn Kraft
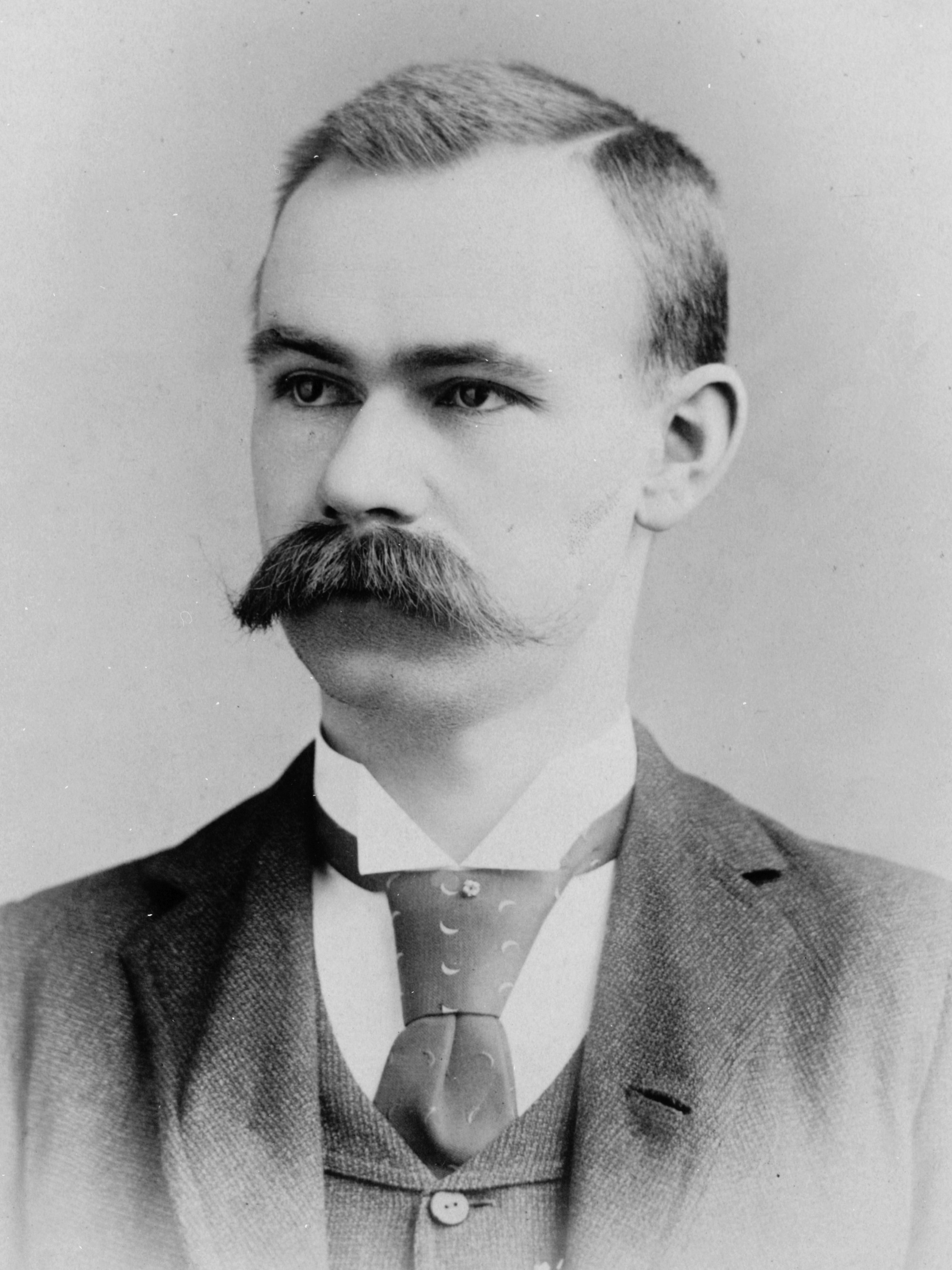
Herman Hollerith: nhà phát minh, đồng sáng lập IBM
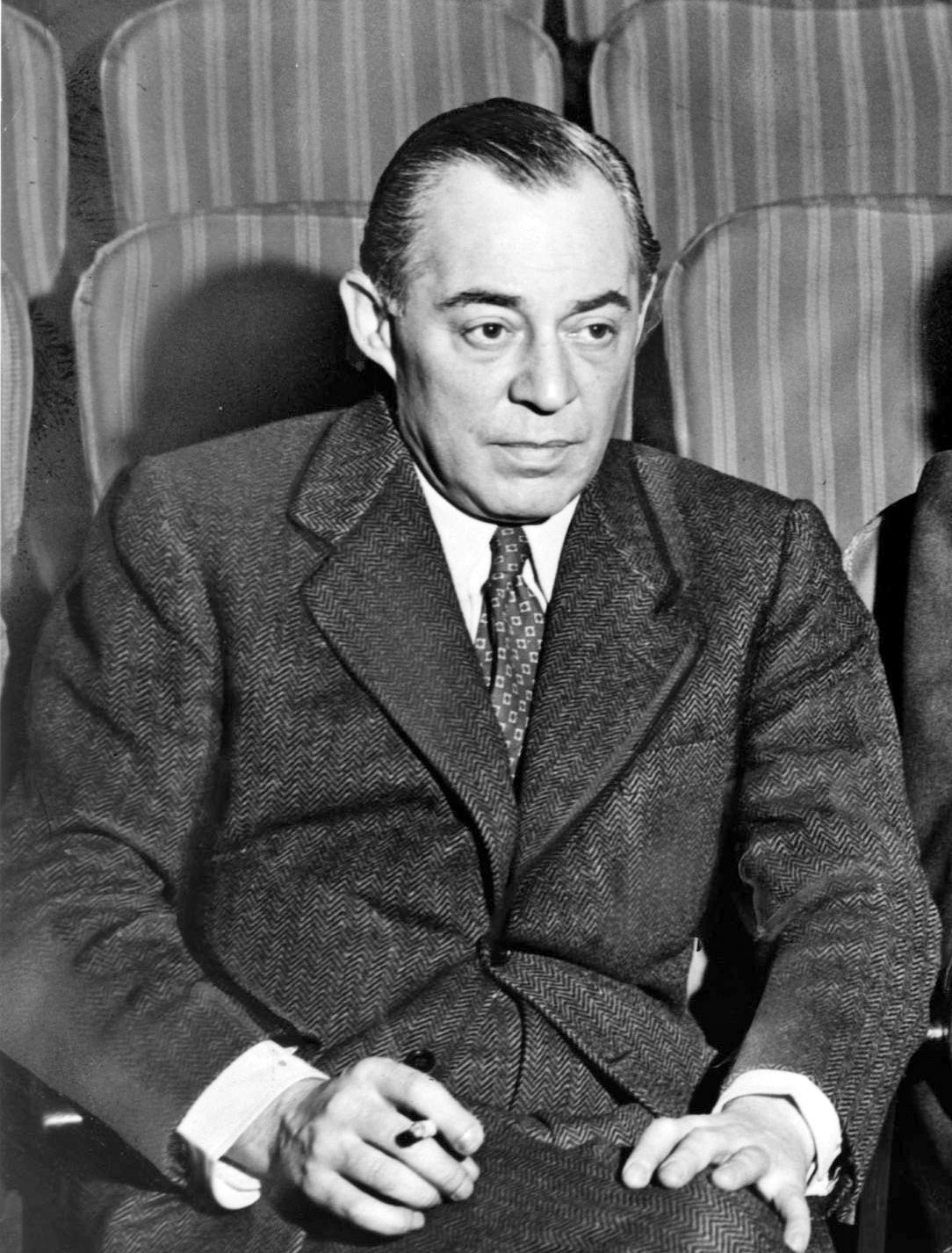
Richard Rodgers: nhà soạn nhạc từng đoạt các giải Emmy, Grammy, Oscar, Tony và Pulitzer